# Nuevo Ejército (dinastía Qing)
El Nuevo Ejército (chino tradicional: 新軍, chino simplificado: 新军; pinyin: xīnjūn, manchú: «ice cooha»), conocido también como Ejército Recién Creado (新建陸軍 Xinjian Lujun, en chino tradicional, 新建陸軍; pinyin, Xīnjiàn Lùjūn; Wade-Giles, Hsin-chien lu-chün, o "Ejército Recién Establecido", fue el ejército modernizado combinado formado bajo la dinastía Qing en diciembre de 1895, tras su derrota en la primera guerra chino-japonesa. Inicialmente consistió en unas pocas unidades experimentales, pero después de 1901 se convirtió en un ejército regular y profesional completamente entrenado y equipado según estándares occidentales con una reserva. En 1903, un edicto imperial lo expandió a 36 divisiones de 12,500 hombres cada una, para un total de 450,000 en tiempos de paz, complementado por 523,000 reservistas en tiempos de guerra, aunque nunca alcanzó una fuerza superior a 300,000.

## 1895-1897

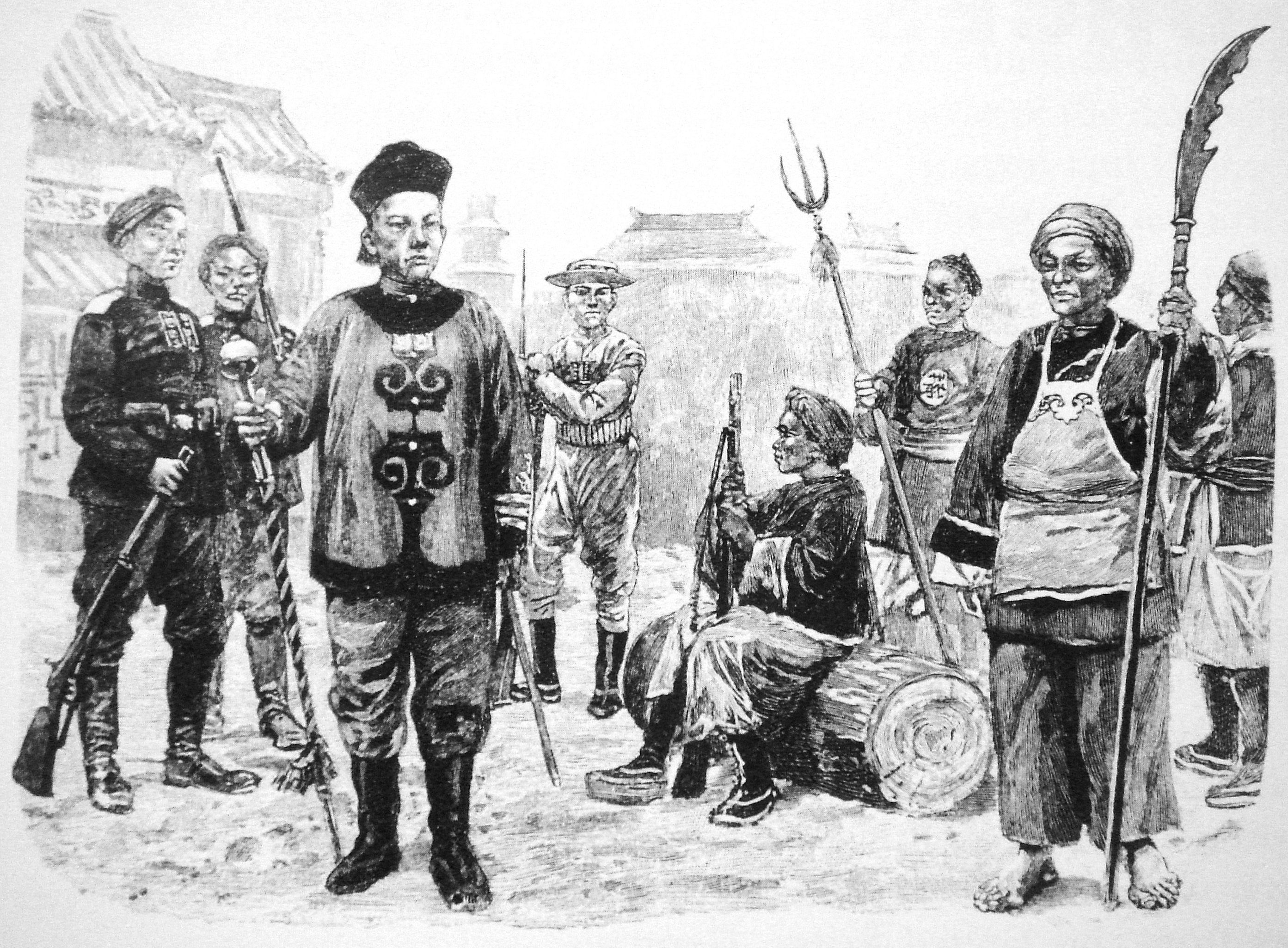
Soldados chinos en 1899–1901. Izquierda: tres infantes del Nuevo Ejército Imperial. Frente: tambor mayor del ejército regular. Sentado en el baúl: artillero de campo. Derecha: Bóxers.

Hubo un precursor al esfuerzo de modernizar el ejército chino, creado antes del fin de la guerra chino-japonesa: en febrero de 1895, la corte Qing formó su Dingwu o Ejército de Pacificación (定武軍 Dingwu jun), compuesto por 10 batallones o ying (営), totalizando 4,750 hombres. Este fue inicialmente organizado por Hu Yufen y asistido por el asesor alemán Constantin von Hanneken. Sin embargo, después de un año de entrenamiento, esta fuerza aún no estaba lo suficientemente capacitada para cumplir con los estándares occidentales. En cuanto a las cifras de hombres, se indica "3000 infantes, 1000 artilleros, 250 jinetes y 500 ingenieros, un total de 4750 hombres" por Chien-Nung Li, aunque también se ha calculado "más de cinco mil hombres". Si se excluyen los ingenieros como no combatientes, la cifra puede redondearse a 4,000.
El mando del Ejército de Pacificación fue entregado a Yuan Shikai a mediados de diciembre de 1895, fue renombrado como Ejército Recién Creado (新建陸軍 Xinjian Lujun) y ampliado a 7,000 hombres. (El Ejército Recién Creado de Yuan se convirtió más tarde en la División Derecha del Ejército de Guardias (Wuwei Youjun).
Los gastos mensuales de la brigada eran de 70,000 taels (840,000 taels anuales).
El Ejército Recién Creado (o simplemente el Nuevo Ejército) con 7,000 hombres se convirtió entonces en el más formidable de los tres grupos armados estacionados cerca de Pekín y demostró ser efectivo contra los bóxers en la provincia de Shandong. Yuan se negó a obedecer las órdenes de la Corte Imperial de detener la supresión de los Bóxers cuando la Alianza de las Ocho Naciones invadió China durante la rebelión y se negó a obedecer las órdenes de luchar contra la alianza.
El Nuevo Ejército fue gradualmente ampliado y mejorado en los años siguientes. Yuan se volvió cada vez más irrespetuoso con la dinastía y solo leal al partido del que se beneficiaba; su deserción a Cixi contra el emperador Guangxu fue un golpe importante para la Reforma de los Cien Días. Después de 1900, las tropas de Yuan fueron las únicas milicias en las que la corte Qing podía confiar en medio de levantamientos revolucionarios en toda China.
Tras la deshonra de Li Hongzhang en la primera guerra chino-japonesa, el manchú Ronglu fue nombrado comandante en jefe de las fuerzas en Zhili y eventualmente Virrey de Zhili en 1898, siendo también ministro de guerra durante la mayor parte de este período.

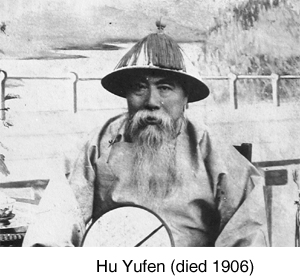
Un destacado defensor de la reforma militar.

### Reforma general
Durante y tras las derrotas de Qing en la primera guerra chino-japonesa, muchos funcionarios abogaron por la reforma del ejército. Hu Yufen, un oficial progresista, propuso un ejército completamente nuevo entrenado y formado con 50,000 hombres en la región de Beiyang, 30,000 en la región de Nanyang, 20,000 en Guangdong y Hubei cada uno, y las demás provincias formando 10,000 cada una, para un total de 250,000 soldados (Manchuria aún no estaba organizada en provincias).
Constantin von Hanneken, un asesor alemán del ejército Qing, propuso formar 100,000 hombres, recomendación apoyada por el Duban Junwu chu, o consejo de guerra reunido durante la guerra. Luego presentó un memorial al Gran Consejo pidiendo reformas; mientras los manchúes del Consejo apoyaron la reforma, los miembros han no lo hicieron.
En respuesta a la propuesta de von Hanneken, Sheng Xuanhuai sugirió que, debido al gasto de más de 20 millones de taels anuales del Estandarte Verde y el Yong Ying, sería mejor disolver estas fuerzas, que sumaban unos 800,000 hombres, y reemplazarlas con 300,000 tropas de estilo occidental formadas según las condiciones locales, similar a la idea de Hu Yufen. Sin embargo, el Zongli Yamen replicó que disolver un ejército tan grande sería extremadamente difícil y se pronunció a favor de un programa de reforma más gradual con la modernización extendida a las fuerzas existentes.
El Trono aprobó la creación de 2 brigadas de estilo alemán, pero a diferencia de las reformas anteriores, no fue solo una copia de ejercicios y armas, sino que siguió los patrones de organización alemana, así como el entrenamiento y las tácticas alemanas, además de los ejercicios y armamento; estas fueron el Ejército de Autofortalecimiento de Zhang Zhidong y el Ejército Recién Creado de Yuan Shikai.

### Ocho Banderas
A pesar de las críticas al estilo antiguo e ineficiente del Estandarte Verde y Yong Ying, no hubo propuestas inmediatas de reforma de las Ocho Banderas por parte de los funcionarios han, ya que los manchúes aún protegían celosamente las Ocho Banderas. A finales de 1895, Yinchang recibió la orden de seleccionar e instruir a oficiales manchúes en la Academia Militar de Tianjin en previsión de que asumieran el mando.

### Educación militar
Zhang Zhidong declaró en 1896 en un memorial al Trono que la razón de la preeminencia militar alemana era la educación universal de su cuerpo de oficiales y solicitó una academia militar y una escuela de ferrocarriles que se establecerían en Nanjing; esto fue aprobado y Zhang organizó el entrenamiento de 150 cadetes chinos bajo instrucción alemana en un curso de 3 años que incluía técnicas, estrategia, tácticas de infantería, ingenieros de artillería y artillería de fortaleza y de campo, topografía y cartografía. La escuela de ferrocarriles inscribió a 90 estudiantes. Zhang ya tenía experiencia relevante en la educación de oficiales a través de academias, habiendo introducido un programa similar para la educación de oficiales en Liangguang durante el Movimiento de Autofortalecimiento. La Academia Militar de Nanjing costaba 40,000 taels anuales, sin incluir la escuela de ferrocarriles adjunta.

### Ejército Recién Creado y Yuan Shikai
Yuan fue nombrado comandante de la brigada en diciembre de 1895 e inmediatamente comenzó la reforma de la unidad. La infantería se dividió en 2 regimientos con 2-3 batallones cada uno, la artillería en 2 regimientos con 2-3 batallones cada uno con un componente de fuego rápido, pesado y de reserva, la caballería en 4 tropas y los ingenieros en 6 grupos según sus tareas. El límite superior de 7,000 hombres se alcanzó rápidamente. Se estableció una escuela de idioma alemán y 3 oficiales extranjeros instruyeron a la caballería, artillería e infantería; los componentes de organización superior y estado mayor también se occidentalizaron, al igual que el mantenimiento de comunicaciones telegráficas y la introducción del combate nocturno, algo previamente evitado por los ejércitos chinos. Para combatir la corrupción, Yuan instituyó un nuevo sistema donde los oficiales entregaban personalmente sus fondos a los soldados bajo su mando desde el cuartel general de Yuan bajo su supervisión personal. Al igual que Zhang, Yuan fue uno de los pocos funcionarios chinos que no solo pagaba bien a sus tropas, sino que las pagaba a tiempo.

### Ritmo de la reforma
La incompetencia de los oficiales y las deficiencias técnicas del ejército fueron rutinariamente atacadas por los censores imperiales y el Trono ordenó al Consejo de Guerra deliberar sobre la modernización del cuerpo de oficiales, algo que no se rectificó hasta varios años después con la abolición del examen militar.
El ritmo y el alcance de la reforma se diluyeron y ralentizaron por la corrupción, el favoritismo y la negligencia general en la burocracia, y el Trono a menudo emitía edictos exigiendo que los burócratas despidieran a los viejos, incompetentes y débiles y los informaran al Consejo de Castigos, pero los burócratas rara vez lo hacían, protegiéndose mutuamente, especialmente en los niveles superiores, lo que no creaba un entorno propicio para la reforma.
Solo se lograron aumentos menores en el número de tropas modernizadas en el período desde 1897 hasta la rebelión de los bóxers, aunque el apoyo a la reforma era casi universal, incluso entre los generales tártaros, el alcance real de la reforma fue mínimo. El general tártaro de Heilongjiang incluso elogió la capacidad de sus fuerzas para combatir bandidos y su falta de reforma, mientras admitía simultáneamente que serían inútiles en un combate real; además, las lanzas y arcos aún eran comunes y el general de Heilongjiang se quejó de que era demasiado costoso equipar a toda su fuerza con fusiles y, en cambio, pidió permiso para fabricar jingals de carga por la recámara, un arma similar en costo.

### Otros ejércitos
El general Nie Shicheng tomó 30 batallones de yong ying y los organizó en una fuerza de 15,000 hombres basada en patrones organizativos alemanes y estableció una escuela militar donde 2 alemanes enseñaban idioma y materias técnicas. Sin embargo, el ejército de Nie, aunque mejor que otros ejércitos chinos, no se acercaba al de Yuan o Zhang.

### Finanzas
Las estimaciones de los ingresos del gobierno central oscilan entre 87,979,000 taels y 92,285,000, con aproximadamente la mitad (45 millones de taels) destinada al ejército, incluyendo todos los tipos de gastos navales y terrestres. Los ejércitos locales, armadas y fortalezas se estimaron en un costo de 27,000,000 taels, con 10,000,000 para las flotas de Beiyang y Nanyang y 8,000,000 para los fuertes y sus cañones. El Consejo de Guerra y el Consejo de Ingresos informaron conjuntamente que el costo de las milicias, el Ejército de Defensa, las fuerzas disciplinadas y las tropas de nuevo estilo superaba los 20,000,000 taels; las únicas cifras precisas son las del gasto en los arsenales, con 3,385,000 taels. El Estandarte Verde, incluidas las fuerzas disciplinadas (el Estandarte Verde modernizado), costaba 10,000,000 taels anuales y los Hombres de la Bandera 4,000,000 taels y 1,000,000 piculs de arroz (60,000,000 kg). La razón por la que la suma de los desgloses supera el total se debe a la superposición significativa entre unidades y, por lo tanto, sus números y costos relacionados, con provincias que a menudo subsidiaban a otras provincias y el gobierno central también las subsidiaba, mientras que algunas provincias proporcionaban y recibían subsidios; por ejemplo, en 1894, Zhejiang no solo proporcionó para su propio ejército, sino también para los manchúes y chinos en Pekín, la flota de Beiyang y el costo de la reorganización en Manchuria.

## 1898-1900

### Reforma de los Cien Días
La reforma de los Cien Días iniciada por el emperador Guangxu también afectó los asuntos militares, ya que el Emperador deseaba una reforma integral del estado. El Trono se quejó de la falta de reformas implementadas en las provincias, especialmente de la corrupción continua y el exceso militar causado por listas de reclutamiento infladas y la falta de disolución del Estandarte Verde. En el mismo edicto, el Trono pidió nuevas milicias locales y unidades de voluntarios para reemplazar al Estandarte Verde; este fue el mismo enfoque utilizado 30 años antes por Zeng Guofan y, aunque podría haber generado un impulso temporal al poder militar, inevitablemente degeneraría en corrupción y estancamiento, como había ocurrido con el Yong Ying. Sin embargo, el Trono aprobó, por recomendación de Hu Yufen, la abolición del examen militar, que se acordó eliminar gradualmente para 1900. La Fuerza de Campo de Pekín, de 10,000 hombres, que había languidecido desde 1865, debía recibir un curso de actualización en entrenamiento de estilo occidental. Sin embargo, cuando el experimentado y políticamente capaz príncipe Gong (que evitaba provocar la ira de los conservadores) murió, el ritmo de la reforma se aceleró aún más. Weng Tonghe, el antiguo tutor del Emperador y un conservador, el último asesor de este tipo del Emperador, fue despedido, dejando el Gran Consejo completamente en manos de los reformadores; sin embargo, el Emperador mantuvo a Ronglu, un conservador, como Virrey de Zhili, un error que lamentaría, y su posición en el Consejo de Guerra fue entregada al conservador K'ang-i. El Emperador incluso discutió la posibilidad de ordenar a los Hombres de la Bandera, que eran una carga para el tesoro del estado, que buscaran otra ocupación y no vivieran únicamente del estipendio estatal otorgado. El Trono también ordenó a las provincias desmovilizar a los soldados inútiles, y las provincias expresaron su oposición; algunas contrapropusieron la reducción de las milicias y las tropas del Estandarte Verde o afirmaron que habían reducido sus fuerzas militares hasta el punto de que cualquier reducción adicional constituiría un peligro. En última instancia, se implementó poca reforma militar por parte del Emperador Guangxu durante el breve período de reforma.

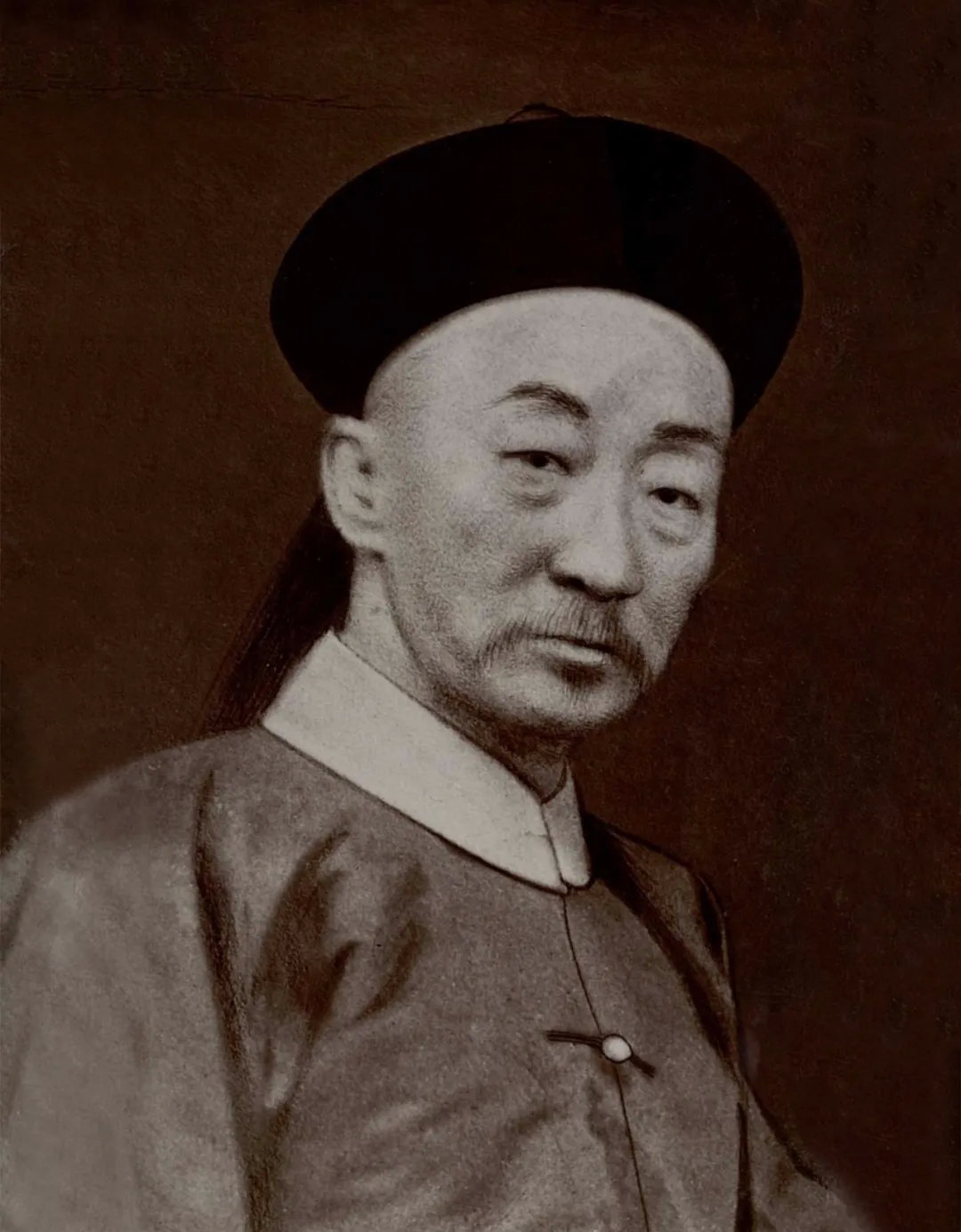
Ronglu, un destacado oficial militar manchú y comandante nominal del Cuerpo Wuwei.

Se propuso y aprobó una propuesta para un entrenamiento militar universal, en la que todos los hombres de una región determinada recibirían entrenamiento militar y luego actuarían como una fuerza de reserva nacional para el ejército. La propuesta se implementó con mayor fervor en el sureste de China, particularmente en Guangxi y Guangdong, donde la fuerza de los reformadores era más evidente. Sin embargo, el Trono aún no tomó la iniciativa incluso en este programa de reforma, delegando el programa a los Virreyes y Gobernadores que en las décadas anteriores no habían logrado resultados, por lo que era probable que este programa también terminara en fracaso. El Emperador también decretó la adopción de ejercicios modernos y que debían poseer verdadera disciplina y armas modernas, descartando las armas tradicionales. El Emperador llevó a la Emperatriz Viuda Cixi a inspeccionar nuevas unidades del ejército, pero esto no evitó el golpe contra el Emperador.

### Reformas de Cixi
Tras el golpe, Cixi comenzó a mejorar su control sobre el ejército, manteniendo el mando descentralizado para evitar que un solo oficial tuviera demasiado poder militar, mientras aumentaba simultáneamente las fuerzas bajo su mando y las controladas por los manchúes. Continuó con la adopción de ejercicios occidentales y la importación de armamento, pero los servicios de apoyo necesarios para un ejército moderno seguían descuidados. Cixi continuó y reemitió los edictos sobre la disolución de las unidades antiguas; sin embargo, estas continuaron existiendo junto con las nuevas unidades de estilo occidental, lo que generó un gran costo que obstaculizó una reforma adicional, ya que las finanzas del estado no podían soportar simultáneamente un gran ejército moderno y un ejército no modernizado muy grande. Sin embargo, Cixi mantuvo la lealtad de las tropas, algo que el Emperador Guangxu no logró, ya que generosamente dio dinero a las tropas de Yuan, Dong y Nie por su apoyo contra el Emperador Guangxu y sus reformadores.
Ronglu, un manchú, recibió un poder militar sin precedentes al ser nombrado simultáneamente Gran Consejero, Controlador del Consejo de Guerra, Comisionado Imperial sobre las fuerzas de Song Qing, Yuan Shikai, Nie Shicheng y Dong Fuxiang, centralizando así todas las fuerzas alrededor de la capital bajo un oficial manchú leal. El comandante de las fuerzas en la región de Beiyang (el área alrededor de la bahía de Bohai), el nuevo Virrey manchú, debía asistirlo. Cixi no extendió tal centralización a las demás provincias, pero continuó con el programa de servicio militar universal, ordenando a los oficiales fomentar dichas organizaciones y contratar a exbandidos y criminales, dándoles una carrera legítima en el ejército, lo que no era propicio para un ejército efectivo, pero era más barato que combatir a los bandidos. Cixi restableció el examen militar en camino a su abolición por orden de Guangxu, añadiendo una categoría sobre armas de fuego además de tiro con arco y esgrima; también rechazó una solicitud para abolir las materias técnicas en los colegios provinciales y escuelas modernas.
K'ang-i, el Presidente del Consejo de Guerra, fue enviado en una gira de inspección en 1899 para mejorar las defensas de Liangguang y recaudar dinero; en el aspecto financiero tuvo éxito, siendo apodado "extorsionador imperial" por la prensa extranjera.

#### Cuerpo Wuwei
Ronglu propuso al Trono que se formara el Cuerpo Wuwei a partir de 4 divisiones (luego ampliado a 5 con la adición de la división Centro); el Trono estuvo de acuerdo y se formó el Cuerpo, siendo las 5 divisiones: la Centro bajo Ronglu, la Frente de Nie Shicheng entrenada por alemanes y luego rusos y armada con fusiles Mauser, artillería y ametralladoras Maxim, pero mal disciplinada; la Izquierda de Song Qing poseía armas similares a la división Frente; la Trasera de Dong Fuxiang, mal equipada y armada, pero potencialmente útil; y la Derecha de Yuan Shikai, considerada la mejor fuerza de todas. Cixi ordenó además el entrenamiento de 12,000 soldados del ejército de Anhui y 19,000 soldados del ejército disciplinado para un total adicional de 31,000.
| Nombre Divisional | Número de soldados según los registros | Número de soldados      | Ubicación |
| ----------------- | -------------------------------------- | ----------------------- | --------- |
| Centro            | 10,000                                 | considerablemente menor | Nanyuan   |
| Frente            | 13,000                                 | 13,000                  | Lutai     |
| Izquierda         | 20,000                                 | 10,000                  | ...       |
| Trasera           | 10,000                                 | 10,000                  | ...       |
| Derecha           | 10,000                                 | 10,000                  | ...       |

Las 5 divisiones debían tener 8 ying (batallones): 5 de infantería y 1 de caballería, artillería e ingenieros; cada división también debía tener un batallón de entrenamiento adjunto, con cada batallón teniendo 4 compañías de 250 hombres (las formaciones de estilo antiguo tenían sus ying en 500 nominalmente, en la práctica alrededor de 300); nuevamente, los objetivos no se cumplieron y solo las divisiones Centro y Derecha se ajustaron realmente a la nueva organización. Ronglu también obtuvo grandes cantidades de fondos, unos 400,000 taels del Hubu para su fuerza de 10,000 (en papel), mientras que el ejército de la Bandera, con al menos 200,000 y potencialmente hasta 350,000 hombres, tenía menos de 5 millones de taels, y muchos oficiales fueron transferidos desde todo el imperio a este ejército a petición de Ronglu.

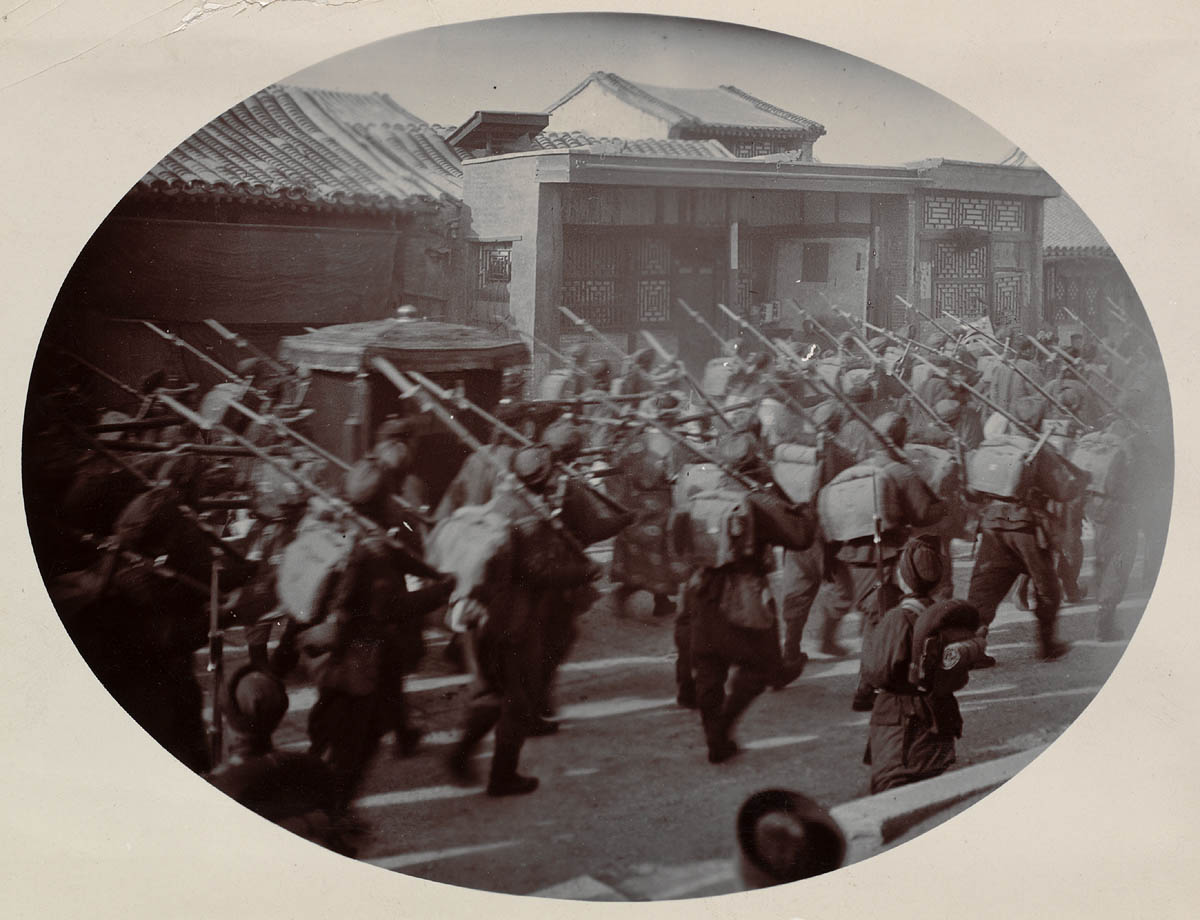
Tropas del Cuerpo Wuwei escoltando a la Emperatriz Viuda Cixi.

#### Importación de armas 1895-1900
El gobierno Qing reconoció la debilidad de su industria de armamento doméstica y buscó importaciones extranjeras para cerrar la brecha. En 1899, el Ejército Imperial ordenó 460,000 fusiles Mauser y 3,000,000 cartuchos, y para 1900, los Qing habían importado unas 207 ametralladoras, 71 cañones de fortaleza y 123 cañones de campaña, con otros 200 cañones de montaña Krupp encargados.

## 1901-1903

### Mando y educación
Zhang Zhidong y Liu Kunyi propusieron conjuntamente la formación de un Estado Mayor Imperial modelado según el equivalente japonés y que el jefe del Estado Mayor fuera un soldado profesional competente, no solo un noble o miembro del clan imperial; esto podría haber centralizado las fuerzas militares y permitido una estandarización del entrenamiento, pago y equipo, convirtiéndose en un motor de reforma; sin embargo, el Trono no lo aprobó hasta 1909. Aunque los 2 oficiales lograron que el Trono aboliera el examen militar en 1901, reemplazándolo con la solicitud directa a los ejércitos provinciales para los rangos 2º y 3º y esperar la inscripción en escuelas militares en previsión de su establecimiento; para obtener un flujo constante y grande de oficiales entrenados, un edicto ordenó a todas las provincias abrir academias militares, y aquellas con academias (Yuan, Zhang y Liu) debían crear una regulación nacional respecto a la educación militar. En 1902, incluso los Hombres de la Bandera estaban obligados a asistir a las escuelas militares, aunque los Guardias Imperiales aún eran evaluados en su competencia con el arco.

### Reforma organizativa
El Trono también ordenó una vez más desmovilizar al Estandarte Verde y a las milicias para formar una fuerza más eficiente mediante la destitución de los inútiles. Las fuerzas restantes debían organizarse en un ejército permanente (Changbei Jun), una primera reserva (Xubei jun) y una gendarmería (Xunjing jun). Las unidades del ejército permanente debían proliferar gradualmente por todo el Imperio y luego formar el nuevo ejército (Lujun); las reservas servían como un refugio seguro para las unidades de estilo antiguo, permitiéndoles seguir existiendo a pesar de las repetidas órdenes de disolución. En 1902, el Trono informó nuevamente a las provincias de su intención de desmovilizar la mayor parte del Estandarte Verde y que las tierras previamente asignadas al mantenimiento de los soldados en sustitución del pago volverían al Trono. Los edictos de reforma no se siguieron, ya que el Trono se quejó en 1902 de que los generales manchúes, virreyes y gobernadores estaban demorando.
La creciente inutilidad de los Hombres de la Bandera impulsó al Trono a actuar, ya que el poder militar se estaba volviendo cada vez más chino han; el Trono buscó equilibrar esto, ordenando a Yuan Shikai entrenar a 3,000 Hombres de la Bandera y más tarde se planeó entrenar a 3,000 adicionales. También se rumoreaba que Ronglu había comenzado el entrenamiento de 30,000 Hombres de la Bandera en 1901, pero su muerte terminó con esto antes de que comenzara.
El Trono también ordenó que el Estandarte Verde y los valientes se redujeran en un 20-30% en un año. Dadas las cifras poco fiables, esto equivaldría a entre 200,000 y 400,000 hombres despedidos del ejército, una gran disminución equivalente a los ejércitos permanentes completos de otros países. Dado que estas tropas tenían poco valor militar real, esto representó una medida de ahorro de costos significativa.

### Ejército de Beiyang
Yuan Shikai, como comandante del ejército, recibió la orden de formar 2 divisiones, una de las cuales debía ser manchú; en cambio, Yuan entrenó una división manchú y preparó un cuerpo de 4 divisiones, 3 de las cuales eran chinas han. Las 2 divisiones iniciales debían formar un Cuerpo de 19,120 hombres organizados en 42 batallones con un costo anual total de 2,387,600 taels, sin incluir el armamento. Yuan Shikai contrató instructores y asesores japoneses y estableció muchas escuelas que ofrecían cursos diversos como topografía y balística, además de enviar cadetes a educarse en Japón.

### Ejército de Hubei
Zhang había organizado un guardaespaldas de 7,750 hombres entrenados modernamente, organizados en 1 brigada de 11 batallones: 8 de infantería y 1 de caballería, artillería e ingenieros; sin embargo, el Capitán Gadoffre informó que había 14,750 hombres entrenados por extranjeros, mientras que Zhang informó 9,500 al Trono. En Hubei había 15,700 tropas entrenadas modernamente, incluyendo 7,000 Hombres de la Bandera y 42,000 soldados descritos como «culíes armados». Zhang también había estandarizado el armamento de sus fuerzas usando el Arsenal de Hanyang y armas importadas de Alemania. Gadoffre también informó que las unidades modernas eran competentes en ejercicios y en el campo de desfile, pero en ejercicios y maniobras sostenidas, el control sobre las unidades se desmoronaba, la artillería se subutilizaba generalmente y la puntería era mediocre. Zhang comenzó a transferir oficiales modernos de su guardaespaldas a las fuerzas provinciales, solo para que estos oficiales descuidaran sus principios extranjeros y volvieran a sus viejas costumbres, lo que impulsó la formación de escuelas militares para oficiales comisionados y no comisionados.

### Otras reformas provinciales
Liu Kunyi, como Virrey de Liangjiang, controlaba la vital región del bajo Yangtsé y comenzó a organizar nuevas fuerzas militares. Liu usó el Ejército de Defensa (yong ying) para organizar 2 unidades del ejército permanente; los 40 batallones restantes debían reorganizarse como reservas de primera clase. Sin embargo, Liu mantuvo la organización de estilo antiguo en su guardaespaldas; sus tropas estaban mal entrenadas y mal equipadas, y los oficiales entrenados no fueron admitidos en la formación. Liu también organizó escuelas militares similares a las de Zhang Zhidong, pero utilizó graduados chinos de estas escuelas para entrenar a sus hombres en lugar de extranjeros directamente, y todos los oficiales por debajo del rango de teniente coronel debían asistir a conferencias sobre ciencia militar.
En otras provincias, la modernización se limitó al paso de ganso alemán y a la emisión de fusiles de repetición; los hombres fueron organizados en ejércitos permanentes y reservas de primera clase en todo el imperio, pero no de manera universal, e incluso este cambio a menudo fue solo de nombre y la nueva organización no se siguió.

## 1904-1907

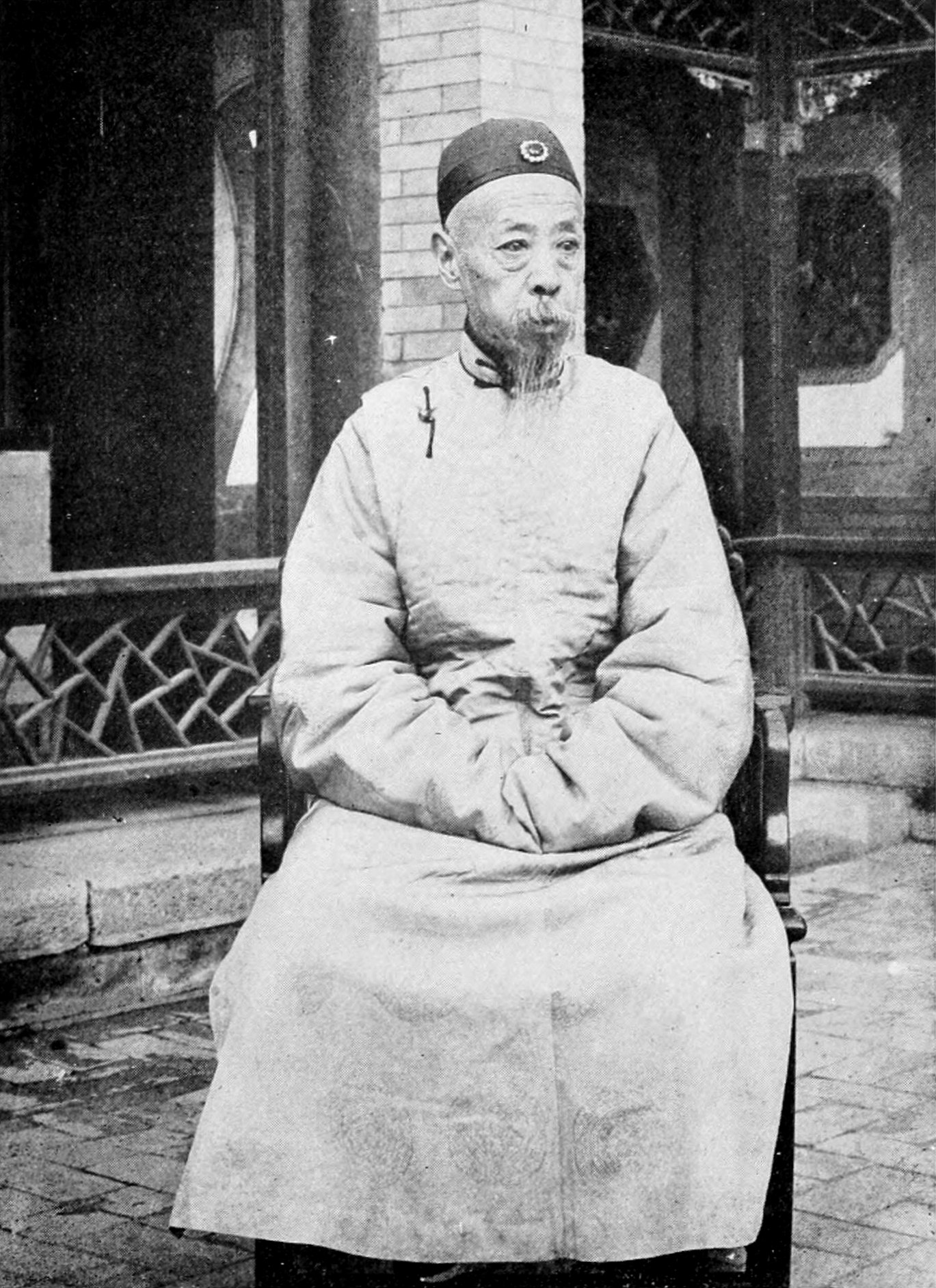
Príncipe Qing, director de la comisión para la reorganización del ejército.

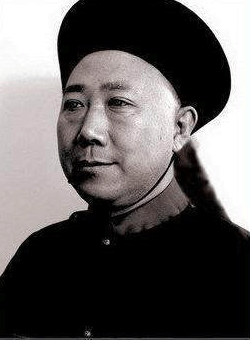
Tieliang, director asistente de la comisión del ejército y destacado reformador militar.

Las reformas anteriores se consideraron insuficientes y, ante la guerra ruso-japonesa, el Trono actuó de manera mucho más decisiva y formó la Comisión para la Reorganización del Ejército, criticando el hecho de que, aunque se había pedido reforma, se había logrado poco de sustancia, y se hizo necesario que el Trono centralizara la reforma y la implementara de manera centralizada. Príncipe Qing fue nombrado director y Yuan Shikai y Tieliang como directores asistentes.

### Organización

#### Lujun
Una división del Changbei Jun debía consistir en 2 brigadas de infantería, un regimiento de caballería y artillería, un batallón de ingenieros y transporte, y una banda. Cada brigada debía poseer 2 regimientos, cada uno con 3 batallones, y con 4 compañías por batallón y 3 pelotones por compañía, y la organización por debajo del nivel de pelotón variaba. Una Brigada Mixta poseía 2 regimientos de infantería, un batallón de artillería y caballería, y una compañía de ingenieros y transporte. Una división de infantería debía poseer (excluyendo oficiales) 12,500 hombres, una brigada 3,024, un regimiento 1,512, batallones 504 hombres, compañías 168 hombres y pelotones 42 hombres. Un regimiento de caballería debía poseer 864 hombres (incluyendo oficiales). Un regimiento de artillería debía poseer 3 batallones con 3 baterías cada una, con cada batería poseyendo 141 hombres (incluyendo oficiales) y 6 cañones. Esto hacía un total de 54 cañones y 1,269 hombres.
Se proporciona una tabla alternativa de organización para la división:
La división contiene 2 brigadas de infantería, cada una con 2 regimientos y cada uno con 3 batallones. Un regimiento de artillería con 54 cañones y 18 ametralladoras, un regimiento de caballería de 12 escuadrones, 1 batallón de ingenieros de 4 compañías, 1 batallón de logística de 4 compañías, 51 músicos y una cantidad no especificada de gendarmes. Con 12,512 hombres en tiempos de paz y 21,000 en tiempos de guerra.
Un batallón de infantería en tiempos de paz contiene 659 hombres y cuando se moviliza 1,240, una compañía de 154 hombres en tiempos de paz y 299 en tiempos de guerra. Un escuadrón de caballería 81 hombres. Un regimiento de artillería 1,136 hombres, un batallón de ingenieros 667 hombres en tiempos de paz y 1,250 cuando se moviliza, una compañía de logística 748 hombres en tiempos de paz con 1,640 cuando se moviliza.
Por lo tanto, una división completamente movilizada incluiría 14,880 fusileros, 54 cañones y 18 ametralladoras con 1,136 artilleros, 1,250 ingenieros, 1,640 personal de logística, 972 de caballería y 51 músicos, dando un total de 19,927 hombres; el resto probablemente constituye oficiales de nivel divisional y los gendarmes adjuntos.
Una división del Xubei jun debía contener la misma organización, pero sus regimientos tenían 2 batallones en lugar de 3, lo que daría una fuerza total de 9,840 hombres. El Houbei jun solo desplegaba una brigada de 4 batallones, 2,016 hombres, numerada con su división madre.

#### Xunfangdui
Las tropas de reserva consistían en las antiguas tropas Luying (Estandarte Verde) y Valientes (yong ying), redesignadas como tropas de reserva en 1907. Las tropas de reserva debían servir como policía militarizada en tiempos de paz y tropas auxiliares a las tropas de línea en tiempos de guerra. Cada provincia no podía mantener más de 50 batallones de infantería o caballería. Un batallón de infantería constaba de 301 hombres y un batallón de caballería de 189 hombres y 135 caballos. Por lo tanto, una provincia, si solo desplegaba batallones de infantería, tendría 15,050 (331,100 a nivel nacional) o solo caballería 9,450 (207,900).

#### Gendarmería
Estas funcionaban como la policía militar del imperio. En 1908 se organizó un batallón compuesto por 299 hombres y 82 caballos.

### Propuesta de Sir Robert Hart
Robert Hart, Inspector General del Servicio de Aduanas Marítimas Imperiales, argumentó que la debilidad de los Qing, que permitió a Rusia y Japón librar una guerra en Manchuria, se debía a una fragilidad fiscal. Por ello, propuso un impuesto territorial uniforme a una tasa baja que generaría 400 000 000 de taels para la dinastía, controlados por el gobierno central. Este dinero se usaría primero para formar cuatro ejércitos de 50 000 hombres cada uno, apoyados por reservas de primera y segunda clase. Luego, se podrían adquirir tres escuadrones modernos de buques de guerra y establecer cuatro arsenales modernos para producir equipo, así como cuatro escuelas militares para formar oficiales. El ejército costaría 90 000 000 de taels y 160 000 000 de taels se destinarían a garantizar un buen salario para reducir la necesidad de que los oficiales recurrieran a la corrupción para mantenerse. La propuesta fue rechazada debido a la oposición provincial, aunque no era revolucionaria, ya que propuestas similares habían sido hechas previamente por el trono y los propios funcionarios, pero no se actuó sobre ellas.

### Informe de la Comisión del Ejército Imperial
El informe abogó por la implementación de un sistema militar de estilo occidental y japonés en China, manteniendo un equilibrio entre el gasto excesivo y el insuficiente. El objetivo general era la estandarización y modernización de todas las áreas del ejército, desde la organización y el pago hasta el entrenamiento y el equipo. Se mantuvo el sistema básico de ejércitos gestionados provincialmente que podían movilizarse en tiempos de guerra, pero con nuevas formaciones y respaldados por un sistema logístico centralizado. Así, el reclutamiento, el entrenamiento y las finanzas de las nuevas tropas estaban en manos de las provincias, pero el mando general recaía en los niveles superiores del gobierno. La comisión detalló las diversas debilidades del ejército y las formas de rectificarlas, con la notable excepción de las Ocho Banderas. Cada provincia recibió la orden de formar un estado mayor provincial y una brigada de tropas del nuevo ejército.
Recomendaciones de la comisión:
- Un cuerpo de oficiales educados y especializados para el estado mayor y los oficiales de línea, con prioridad para los oficiales formados en academias, con un salario más alto para cubrir sus costos reales de vida y combatir la corrupción.
- Un sistema de inspecciones más riguroso.
- La emisión de un libro de regulaciones detalladas que especificara las responsabilidades de los oficiales y sus deberes, y para controlar eficazmente las unidades, eliminando gradualmente la dependencia de instructores de instrucción cuando los oficiales de academia estuvieran disponibles.
- Estándares de reclutamiento estrictos que requerían que el 20 % fueran alfabetizados para convertirse potencialmente en suboficiales. Solo se reclutarían tropas de 20 a 25 años, con una altura de 5 pies y 6.5 pulgadas en el norte de China y 5 pies y 4 pulgadas en el sur de China, capaces de levantar 133 libras, en buena salud y no adictos al opio.
- Un sistema de pensiones en caso de muerte o discapacidad, y uno para excombatientes, fomentando un espíritu de cuerpo.
- Implementación de un servicio logístico y médico adecuado, desde primeros auxilios hasta hospitales militares y una cadena logística capaz de operar desde depósitos interiores hasta las unidades de combate.
- También se destacó la estandarización del equipo, utilizando las armas más modernas, pero simples y duraderas. Los uniformes se estandarizaron con negro para el invierno y caqui para el verano. Sin embargo, el objetivo de la comisión de lograr la estandarización en 5 años fue excesivamente optimista.
- El ejército (Lujun) se dividiría en tres categorías: el ejército permanente (Changbei jun), las reservas de primera clase (Xubei jun) y las reservas de segunda clase (Houbei jun). El servicio en el Changbei jun sería de 3 años con un salario mensual de 4.2 taels; el Xubei jun tendría un período de servicio de 3 años con ejercicios en momentos asignados y un salario de 1 tael al mes cuando no estuviera en servicio activo; y el Houbei jun tendría un período de servicio de 4 años con menos entrenamiento asignado y un salario mensual de medio tael, excepto cuando estuviera en servicio activo.
- La organización sería una división de 12 512 hombres (748 oficiales, 10 436 suboficiales y alistados, y 1328 de apoyo). Un cuerpo tendría 1595 oficiales y 23 760 alistados, con 4469 caballos y 108 piezas de artillería asignadas.
- Nomenclatura estandarizada: Dajun para un ejército, jun para un cuerpo, Zhen para una división, biao para un regimiento, ying para un batallón (o escuadrón de caballería), dui para una compañía, tropa o batería, y pai para un pelotón.
- La comisión estimó que una sola división costaría 1 300 000 taels y un cuerpo 2 778 222.76 taels, excluyendo armas, equipo y cuarteles.
- Se formarían 36 divisiones para 1922 con una fuerza total de aproximadamente 450 000 hombres y un costo de 48 000 000 taels. Esto se modificó posteriormente a 1913.

#### Escuelas militares
La comisión y el trono aceptaron que este nuevo ejército requeriría un cuerpo de oficiales entrenados y educados para ser valioso y efectivo. Por lo tanto, ordenaron conjuntamente el establecimiento de escuelas militares primarias en cada provincia, cuatro escuelas intermedias, una escuela de oficiales y un Colegio de Estado Mayor. Posteriormente, había planes para establecer escuelas técnicas y especializadas. Sin embargo, también se enfocaron en la educación de los suboficiales, estableciendo escuelas para suboficiales y batallones de entrenamiento con el propósito expreso de formar suboficiales. Para evitar que los oficiales superiores frenaran a los oficiales subalternos y mantuvieran el pensamiento militar antiguo, los oficiales superiores también debían recibir instrucción militar moderna en las capitales provinciales.

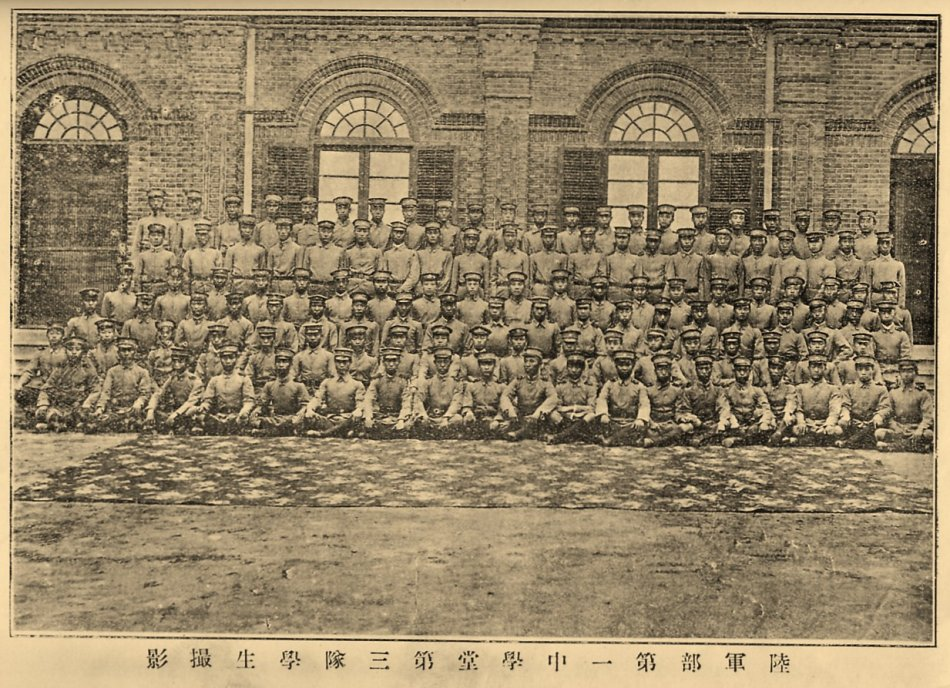
Una cohorte de cadetes juveniles del sistema de escuelas militares Qing.

El proceso para crear un oficial comenzaba a los 15 años con la inscripción en las escuelas primarias o primarias menores de cada provincia; los Hombres de la Bandera y la capital albergaban una de estas escuelas, con una matrícula de 90 a 300 estudiantes cada una. Luego, se inscribían como cadetes durante 3 años en la escuela militar básica para obtener conocimientos generales y aprender los fundamentos de las ciencias militares. Posteriormente, asistirían a la escuela intermedia durante 2 años (en Jiangsu, Shaanxi, Hubei y Zhili), que incluiría un currículo civil y militar. Los cadetes debían luego servir 4 meses en las filas, pasar 18 meses en la escuela de oficiales en Baoding, que tenía una matrícula total de 1140 oficiales, luego 6 meses adicionales en las filas y recibir su comisión siempre que aprobaran el curso. Si los oficiales ahora comisionados rendían 2 años de servicio excepcional, asistirían al curso del Colegio de Estado Mayor, con una matrícula total de 40, durante 2 años y se convertirían en oficiales del Cuerpo de Estado Mayor. Este modelo de educación militar era similar al utilizado en el Japón contemporáneo y habría producido oficiales educados y competentes de manera constante en una década.

##### Escuela militar para príncipes y nobles
Esta escuela militar ofrecía formación de oficiales militares durante 5 años (reducidos a 3) para 120 estudiantes. Solo ciertas personas privilegiadas podían asistir, incluidos los hijos de nobles, miembros del clan por encima del cuarto rango, oficiales militares y civiles manchúes y chinos metropolitanos y provinciales de segundo rango o superior, y de 18 a 25 años. Aquellos que aprobaran con la calificación más alta eran comisionados inmediatamente como tenientes.
| Rango del Nuevo Ejército                                                                      | Equivalente actual      | Rango chino                                            | Unidad comandada                      |
| --------------------------------------------------------------------------------------------- | ----------------------- | ------------------------------------------------------ | ------------------------------------- |
| Da jiangjun                                                                                   | Mariscal de campo       | Gran Secretario                                        |                                       |
| Zheng dutong                                                                                  | Teniente general        | Zongdu                                                 | Jun (cuerpo)                          |
| Fu dutong                                                                                     | Mayor/teniente general* | Xunfu (gobernador)                                     | Zhen (división)                       |
| Xie dutong                                                                                    | General de brigada      | Bu Zhengshi (teniente-gobernador)                      | Xie (brigada)                         |
| Zheng canling                                                                                 | Coronel                 | An Zhashi (comisionado judicial provincial)            | Piao (regimiento)                     |
| Fu canling                                                                                    | Teniente coronel        | Yan Yunshi                                             | Ninguno (subcomandante de regimiento) |
| Los rangos superiores otorgados por decreto imperial.                                         |                         |                                                        |                                       |
| Xie canling                                                                                   | Mayor/capitán           | Taotai (intendente)                                    | Ying (batallón)                       |
| Zheng junxiao                                                                                 | Capitán/primer Teniente | Zhi Lizhou (subprefecto de primera clase)              | Dui (compañía)                        |
| Fu junxiao                                                                                    | Primer/segundo Teniente | Tong Pan (subprefecto de segunda clase)                | pai (pelotón)                         |
| Xie junxiao                                                                                   | Segundo/subteniente     | Xianzhang (magistrado asistente)/ Zhixian (magistrado) | adjunto de compañía                   |

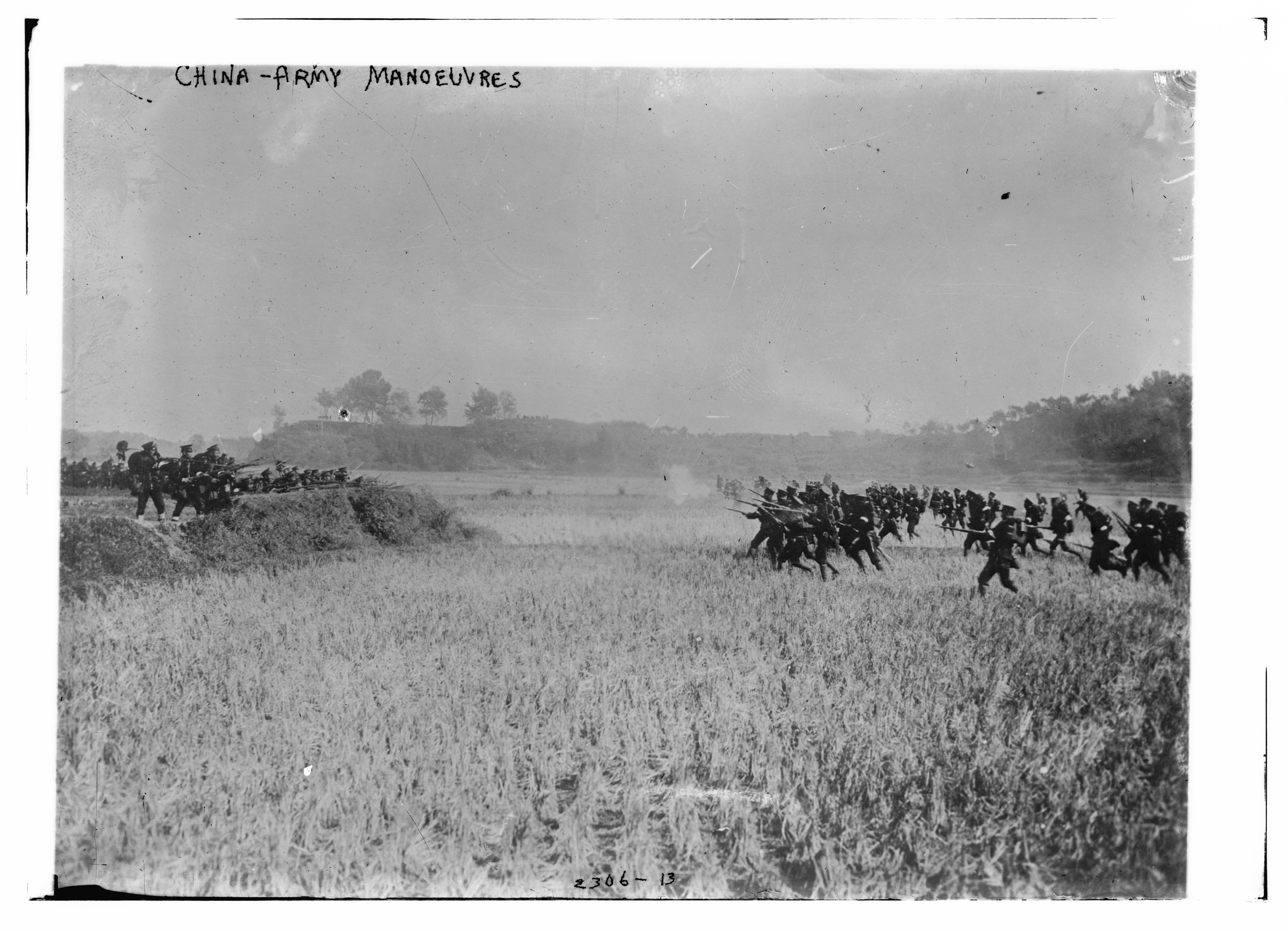
El Nuevo Ejército practica tácticas de asalto en un campo de batalla en el que los ejércitos Qing solían mostrarse deficientes.

| *donde se dan alternativas, la primera es proporcionada por Powell y la segunda por Brunnert. |                         |                                                        |                                       |

### Implementación de la reforma

#### Zhili
Las reformas enumeradas anteriormente fueron la base teórica, pero la implementación de la reforma en la realidad difería enormemente en la práctica. En 1904-1905, Yuan Shikai intentó reclutar 10 000 hombres, aproximadamente una división, pero fue bloqueado por la junta de ingresos, ya que la cifra de 3 000 000 de taels requerida se consideraba una carga demasiado pesada. Sin embargo, Yuan, conforme al plan, comenzó a entrenar a un gran número de oficiales en sus escuelas militares. A la luz de la guerra ruso-japonesa, Yuan consolidó las fuerzas dispares en Zhili, formando 3 divisiones de chinos y una brigada de Hombres de la Bandera, que se incrementaría con batallones adicionales. Las tropas de Yuan atrajeron elogios, siendo comparadas con las tropas estadounidenses en precisión y estando bien armadas con fusiles Mauser modernos. Yuan realizó maniobras a nivel de división a finales de 1904 con 2 divisiones y la brigada manchú, un total de 13 100 hombres, un indicador clave de la calidad de las tropas, lo que llevó a la formación de 2 divisiones adicionales en 1905, para un total de 5 divisiones y la brigada manchú. A finales de 1905, Yuan cambió sus tropas de la organización Beiyang a la organización Lujun según las regulaciones militares imperiales.

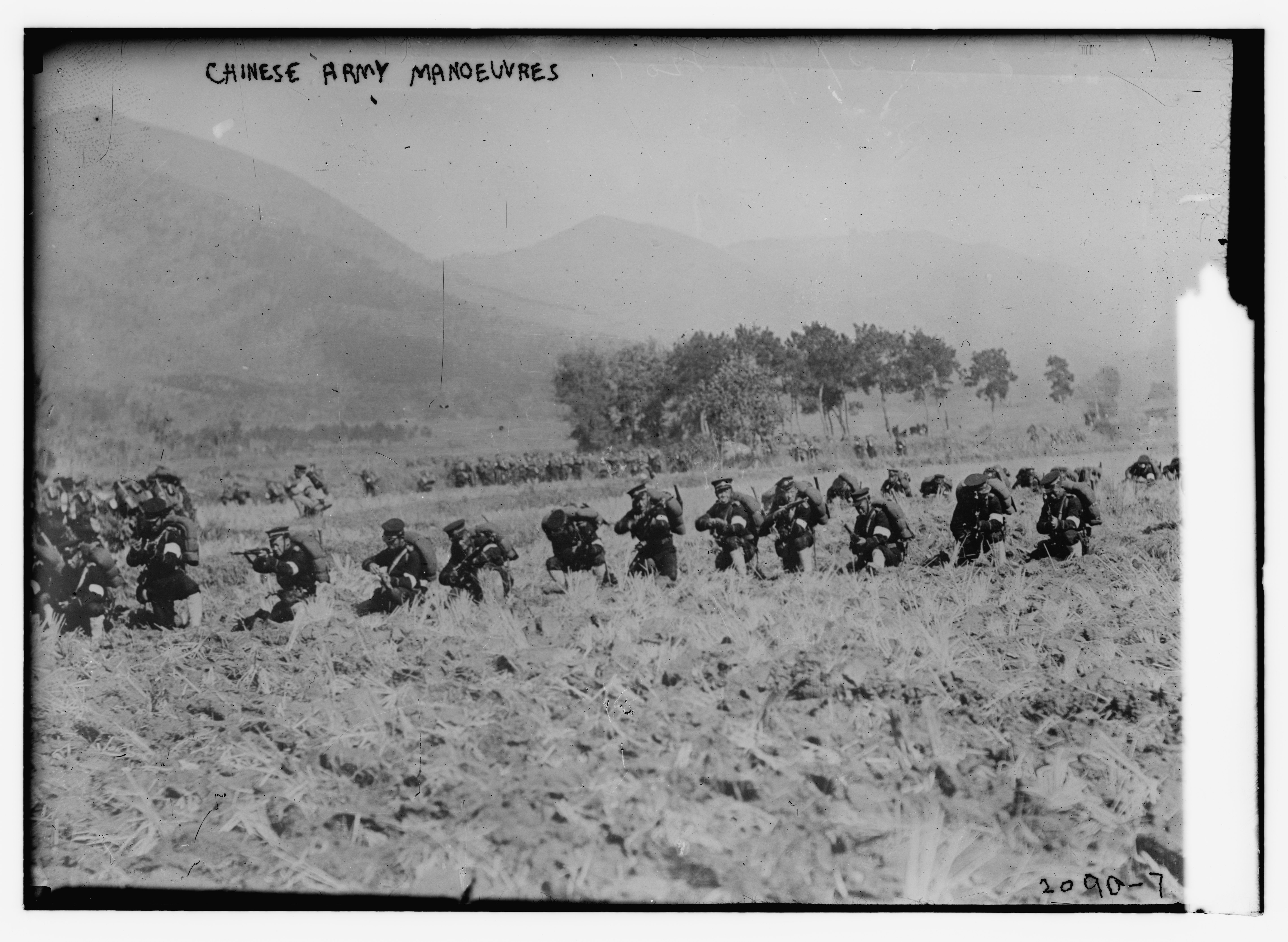
El Nuevo Ejército participando en maniobras.

#### Maniobras de 1905
En 1905, las 6 divisiones o elementos de ellas participaron en maniobras y juegos de guerra a nivel de cuerpo, con un cuerpo enfrentándose a otro. Aunque las cifras exactas de participantes variaron de 23 600 a 50 000, según las regulaciones oficiales, habría 50 710 hombres. En las maniobras, los elogios vinieron de la prensa, pero los observadores militares quedaron menos impresionados. Los problemas seguían siendo comunes, especialmente en los oficiales superiores, con una falta de pensamiento estratégico y táctico en los niveles superiores; mientras que los oficiales subalternos se desempeñaron mejor, y la mayoría de los suboficiales aún no estaban entrenados en absoluto. Sin embargo, el soldado común recibió los mayores elogios por estar bien entrenado y parecer más un soldado respetable y no el bandido armado y uniformado del pasado. Esto llevó a un creciente respeto por el ejército entre la población en general, con incluso oficiales superiores como Yuan Shikai y Tieliang, los respectivos comandantes de cuerpo en las maniobras, apareciendo con atuendo de comandante de cuerpo y no con vestimenta civil. La infantería fue muy elogiada; los oficiales de artillería fueron criticados, al igual que la caballería, que se consideraba mejor utilizada como infantería montada que como cualquier otra cosa. Los ingenieros, debido a la falta de entrenamiento, no fueron utilizados más allá de la construcción de algunos puentes. También se destacó el uso de algunas líneas de telégrafo y teléfono, así como la utilización del ferrocarril Pekín-Hankou para mover 2 divisiones, un paso importante, ya que una gran debilidad del ejército Qing era su incapacidad para movilizar tropas rápidamente durante la guerra. Así, en pocos años, Yuan había mostrado un progreso considerable al desplegar 2 cuerpos de estilo occidental con equipo moderno y una capacidad moderada con un gran potencial de crecimiento.

#### Hubei
Zhang Zhidong había reclutado 11 500 tropas de nuevo estilo para 1904, pero estas no cumplían con las regulaciones de organización dictadas; en cambio, levantó solo 2 regimientos de infantería y unidades de apoyo más pequeñas divididas en 2 brigadas. Aunque estas tropas eran una mezcla de hombres entrenados y reclutas novatos, seguían siendo muy superiores a todas las demás tropas en el valle del río Yangtsé. Zhang, observando la posición estratégica de Huguang, afirmó que debería tener 3 o 4 divisiones, pero esto estaba más allá de su capacidad financiera y, en cambio, propuso formar 1 división y 1 brigada mixta de fuerza reducida antes de una eventual expansión a 2 divisiones completas cuando se dispusiera de fondos. Teniendo en cuenta las numerosas colinas y vías fluviales de Huguang, Zhang buscó reducir a los no combatientes, especialmente las tropas logísticas, y reemplazar los cañones de campaña con cañones de montaña, lo que reduciría su división a 12 071 y sus brigadas a 5180, una reducción de varios cientos de hombres en cada una y sería más de 300 000 taels más barato. Esto fue aprobado por el trono y Zhang pudo formar su división más pequeña y brigada mixta. La división estaba lista para abril de 1906 y la brigada mixta para finales de año; también había 18 000 soldados adicionales en Hubei, sin incluir las fuerzas policiales o la milicia, un recordatorio del principal problema que enfrentaban los Qing, donde la financiación insuficiente se debía a la cantidad de tropas antiguas necesarias para mantener la paz, lo que detenía la formación de tropas de nuevo estilo necesarias para proteger el país.

#### Otras provincias
En Jiangsu, la 7.ª división seguía con fuerza insuficiente, solo a nivel de brigada (5000 hombres), la 9.ª división en Nanjing tenía solo 3 regimientos de infantería (4500), la 10.ª división en Fuzhou contenía 6 batallones de infantería y 1 de artillería y 2 compañías de ingenieros (5400). La 25.ª Brigada en Hunan era casi idéntica a la 10.ª división (5400). La 27.ª brigada en Jiangsu tenía 2 regimientos de infantería y un escuadrón de caballería con fuerza insuficiente (4000), la 29.ª brigada en Kaifeng contenía una mezcla de tropas y en papel estaba a plena capacidad (3000). La 31.ª brigada en Anhui contenía solo 2000 de infantería. Otras formaciones fueron autorizadas pero no existían; sin embargo, existían la brigada de cantón de 4400 y 6400 hombres de los Guardias, que también se consideraban tropas modernas.

### Clase de oficiales
Para 1906, el ejército tenía 35 escuelas con una matrícula total de 787 oficiales, 3448 cadetes de oficiales y 2072 suboficiales, con 691 adicionales entrenando en Japón y 15 en Europa, y dado que los oficiales navales también recibían instrucción en guerra terrestre, se podían añadir 350 guardiamarinas a la matrícula. La academia de Baoding ofrecía formación veterinaria, con Hubei y Zhili ofreciendo toda la formación especializada, Baoding, Chengdu y Guangzhou ofrecían formación médica. Un curso de formación general incluía historia y literatura china, un idioma extranjero (generalmente alemán o japonés y ocasionalmente inglés), matemáticas, ciencias, geografía, historia general y ciencia militar. Los instructores solían ser japoneses, chinos instruidos por japoneses y alemanes (aunque estos últimos eran considerados indeseables en Alemania, por lo que sus contratos rara vez se renovaban). Zhili, Anhui y Hubei producían los mejores oficiales, aunque incluso estos seguían siendo inferiores, en teoría, a los entrenados en Japón. Sin embargo, muchos de los oficiales seguían siendo funcionarios civiles, oficiales ancianos sin entrenamiento, oficiales del ejército del Estandarte Verde simplemente transferidos, oficiales navales no calificados y estudiantes civiles retornados del extranjero.

## Renombramiento y revolución

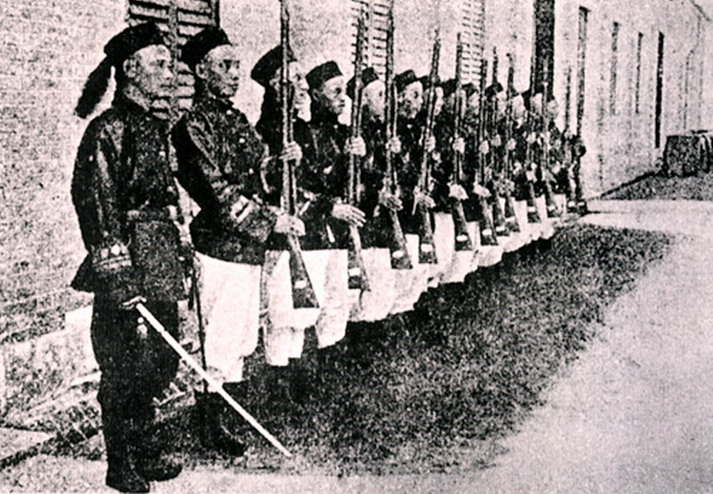
Ejército de Pacificación (定武軍 Dingwu jun) en 1895.

La puerta Chien Men se refiere a la puerta Zhengyangmen.[cita requerida]
El ejemplo exitoso del nuevo ejército fue seguido en otras provincias. El Nuevo Ejército de Yuan fue renombrado como Ejército de Beiyang el 25 de junio de 1902, después de que Yuan fuera oficialmente promovido a «Ministro de Beiyang». Para el final de la dinastía en 1911, la mayoría de las provincias habían establecido ejércitos nuevos considerables; sin embargo, el ejército de Yuan seguía siendo el más poderoso, compuesto por seis grupos y con más de 75 000 hombres. Los Qing unificaron todos los ejércitos de China en una sola fuerza, el «Ejército Chino», que comúnmente aún se llamaba el Nuevo Ejército. Dos tercios del Ejército Chino eran el Ejército de Beiyang de Yuan.[cita requerida]
Durante la revolución de Xinhai, la mayoría de las fuerzas no-Beiyang, así como algunas unidades Beiyang en el Ejército Chino, se rebelaron contra los Qing. Yuan lideró el Ejército de Beiyang para oponerse a la revolución mientras también negociaba la rendición de los Qing y su ascenso a la presidencia de la nueva república.[cita requerida]

## Política y modernización

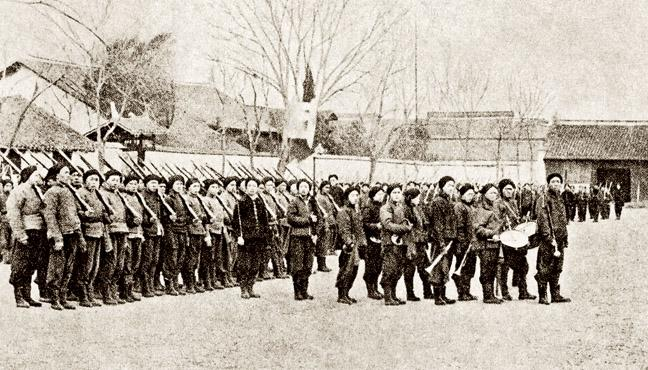
Guardias de honor y banda militar del Nuevo Ejército de Hubei

Yuan mantuvo un control estricto sobre el mando del ejército después de su establecimiento al instalar solo a oficiales leales a él; sin embargo, tras su muerte en 1916, los grupos del ejército se fragmentaron rápidamente en cuatro fuerzas principales de señores de la guerra combativos, según las ubicaciones de las guarniciones. Estos grupos del ejército y generales jugaron diferentes roles en la política de la República de China hasta el establecimiento de la República Popular de China tras la victoria del Partido Comunista de China en la Guerra civil china.[cita requerida]

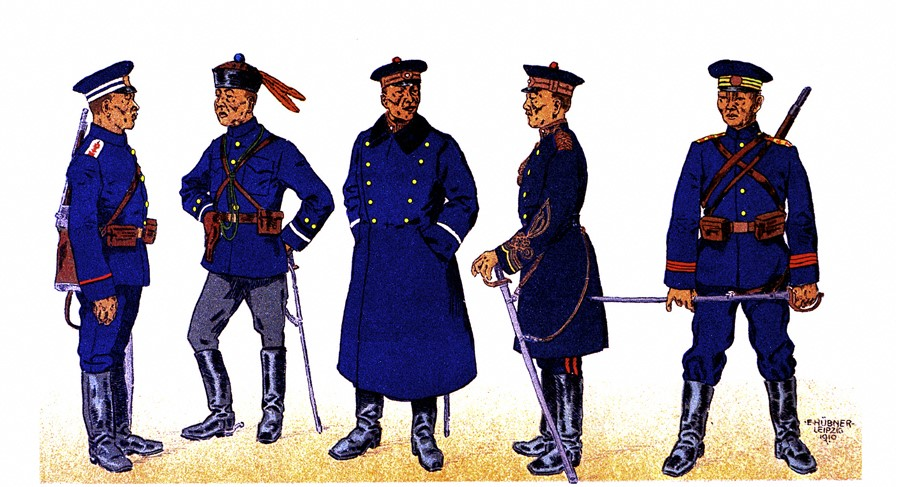
Uniformes del Nuevo Ejército, 1910.

Uno de los legados más importantes del Nuevo Ejército fue la profesionalización del ejército y quizás la introducción del militarismo en China. Anteriormente, casi cualquier hombre podía unirse y los soldados eran en su mayoría campesinos pobres, sin tierras y analfabetos. Los Nuevos Ejércitos superaron el reclutamiento personalizado y el patronazgo de Zeng Guofan y Zuo Zongtang, que habían tenido éxito en los levantamientos de mediados de siglo, pero parecían desacreditados frente a los ejércitos modernos de Japón y Occidente. El Nuevo Ejército comenzó a seleccionar voluntarios y creó academias militares modernas para entrenar oficiales. La modernización y profesionalización del Nuevo Ejército impresionaron a muchos en la clase de la nobleza para unirse. El joven Chiang Kai-shek, por ejemplo, asistió brevemente a la Academia Militar de Baoding de Yuan, lo que influyó en él para formar su Academia Whampoa, que entrenó a una generación posterior de soldados. Yuan y sus sucesores equipararon el dominio militar de la esfera política con la supervivencia nacional. El ejército político se convertiría en una fuerza dominante en China durante gran parte del siglo XX.[cita requerida]

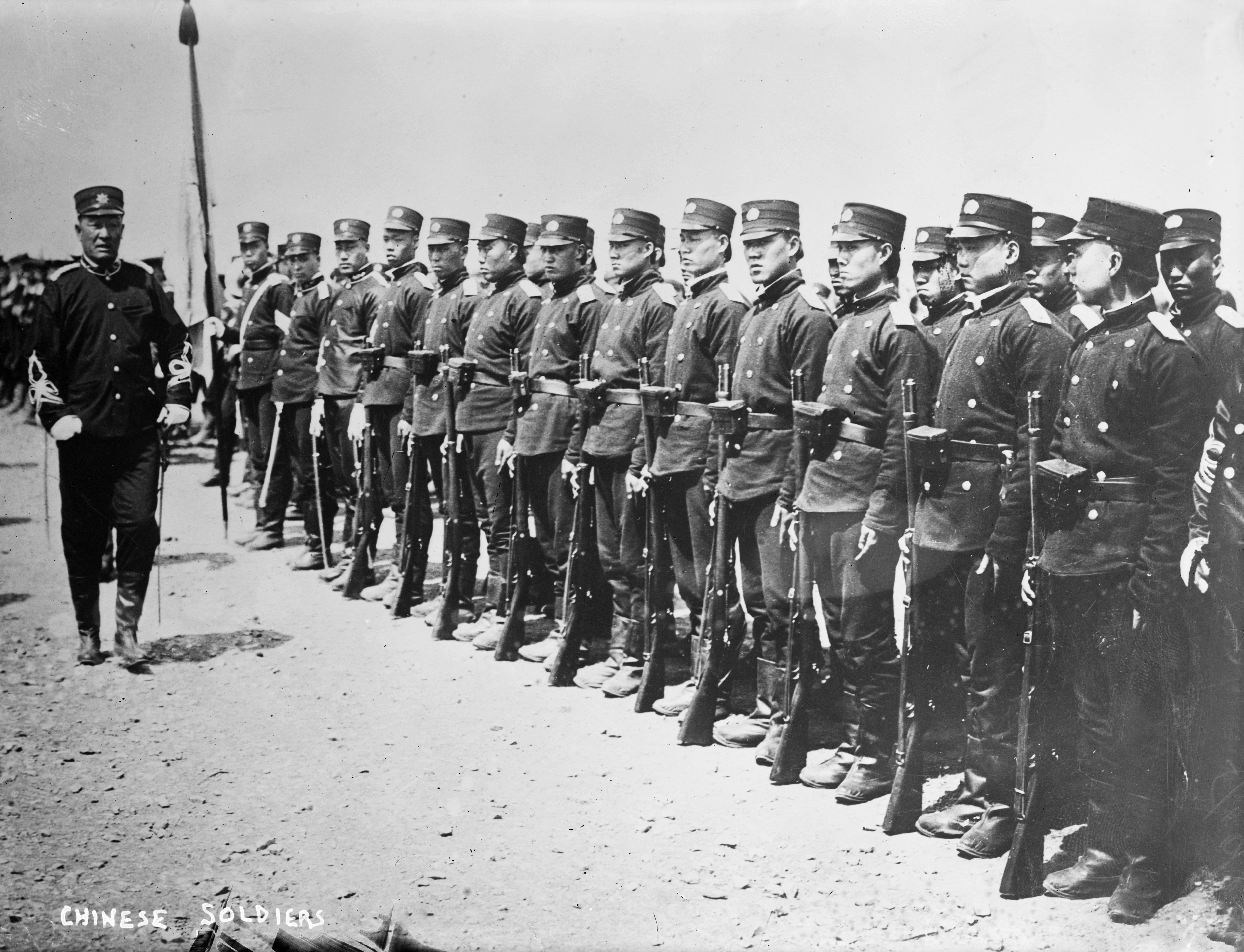
Soldados Qing de una unidad del Nuevo Ejército en 1905.
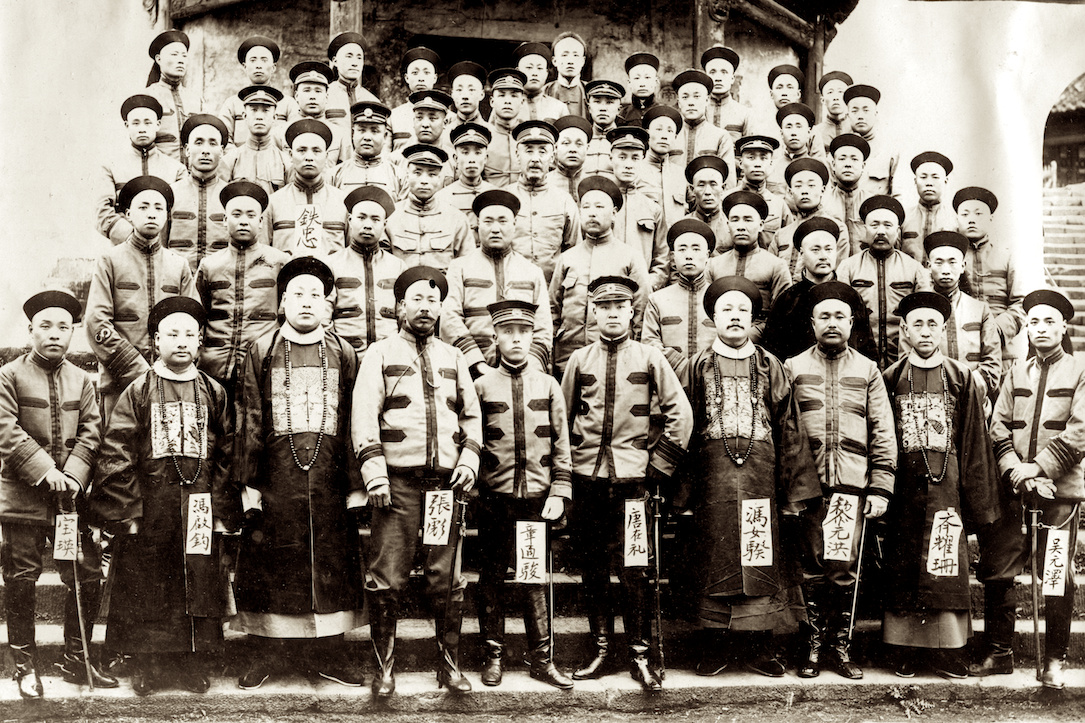
Constables del Nuevo Ejército en Wuchang en 1906.
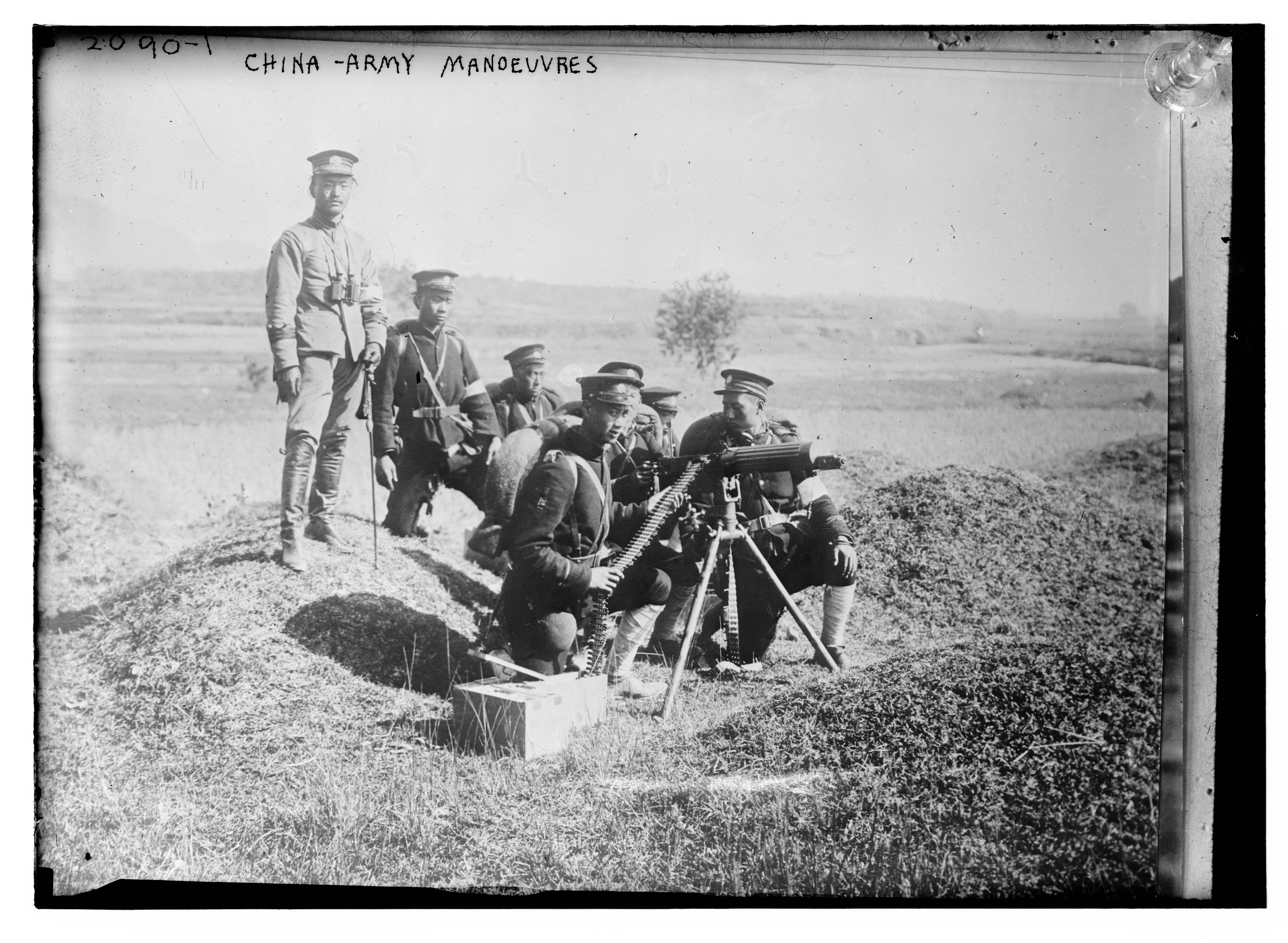
Maniobras del Nuevo Ejército Qing.
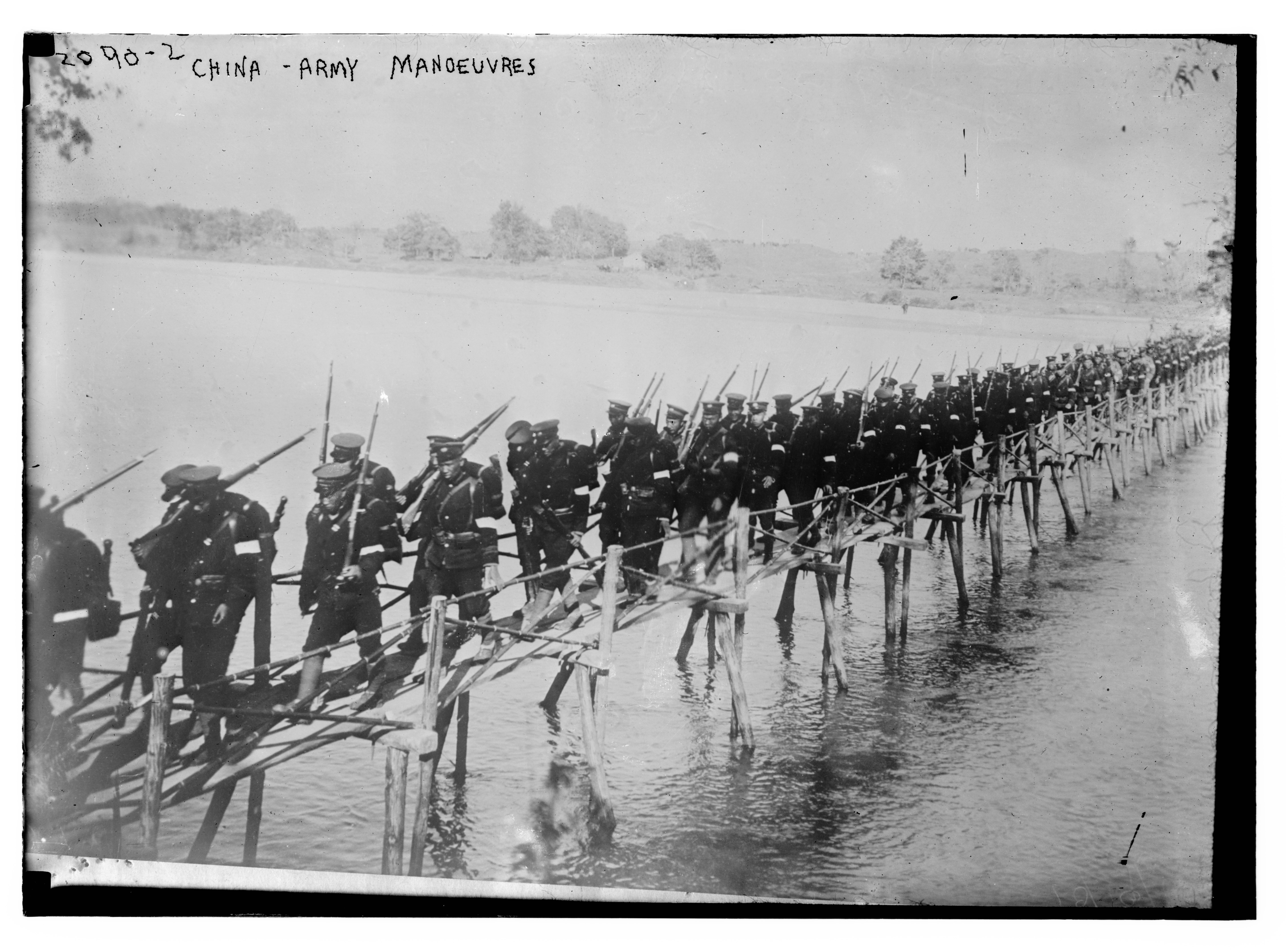
Maniobras del Nuevo Ejército Qing.
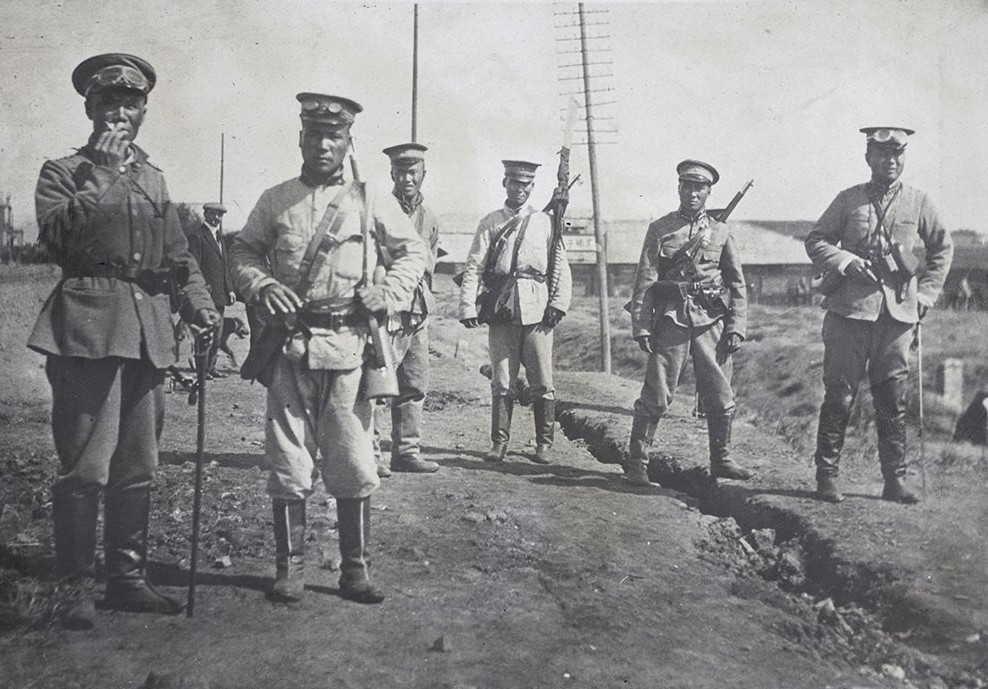
Nuevo Ejército Qing en 1911.
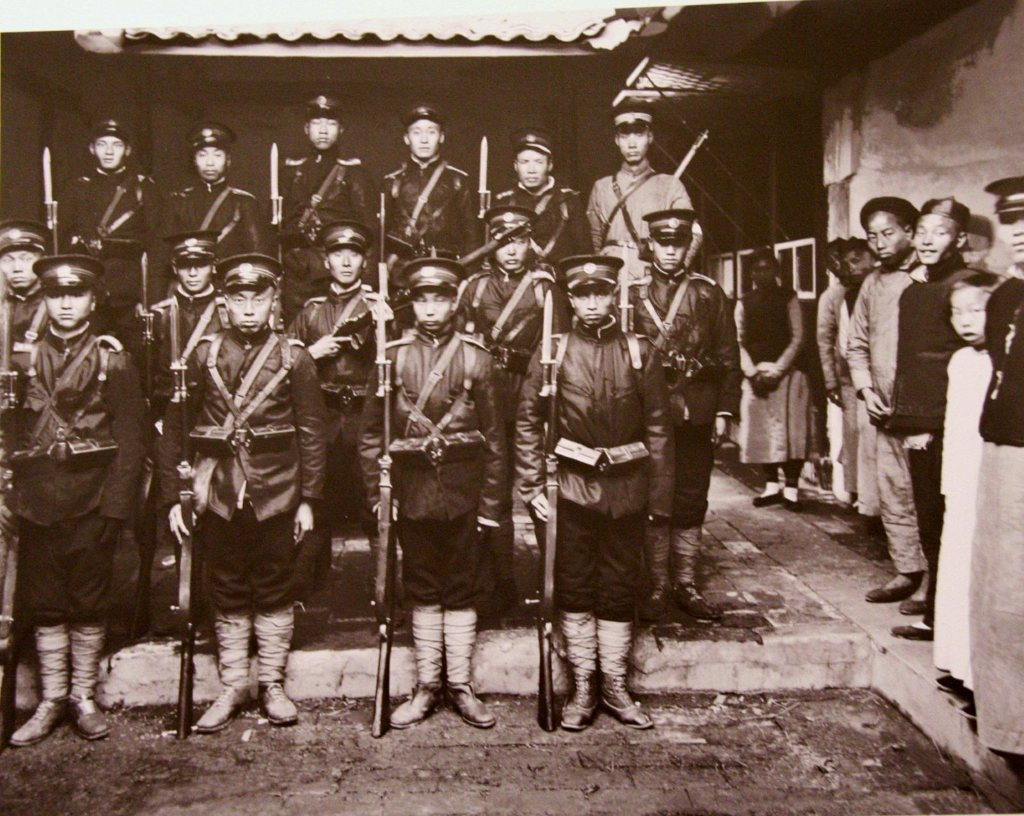
Nuevo Ejército Qing en Chengdu en 1911.
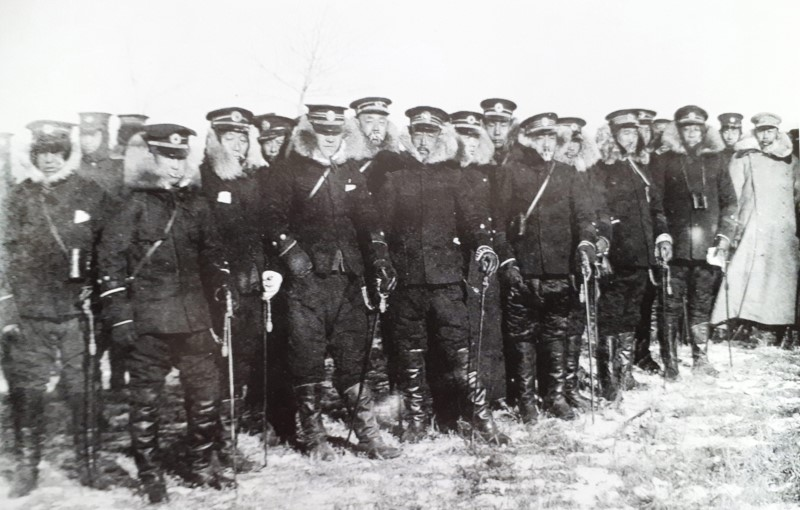
Constables Qing entrenando.
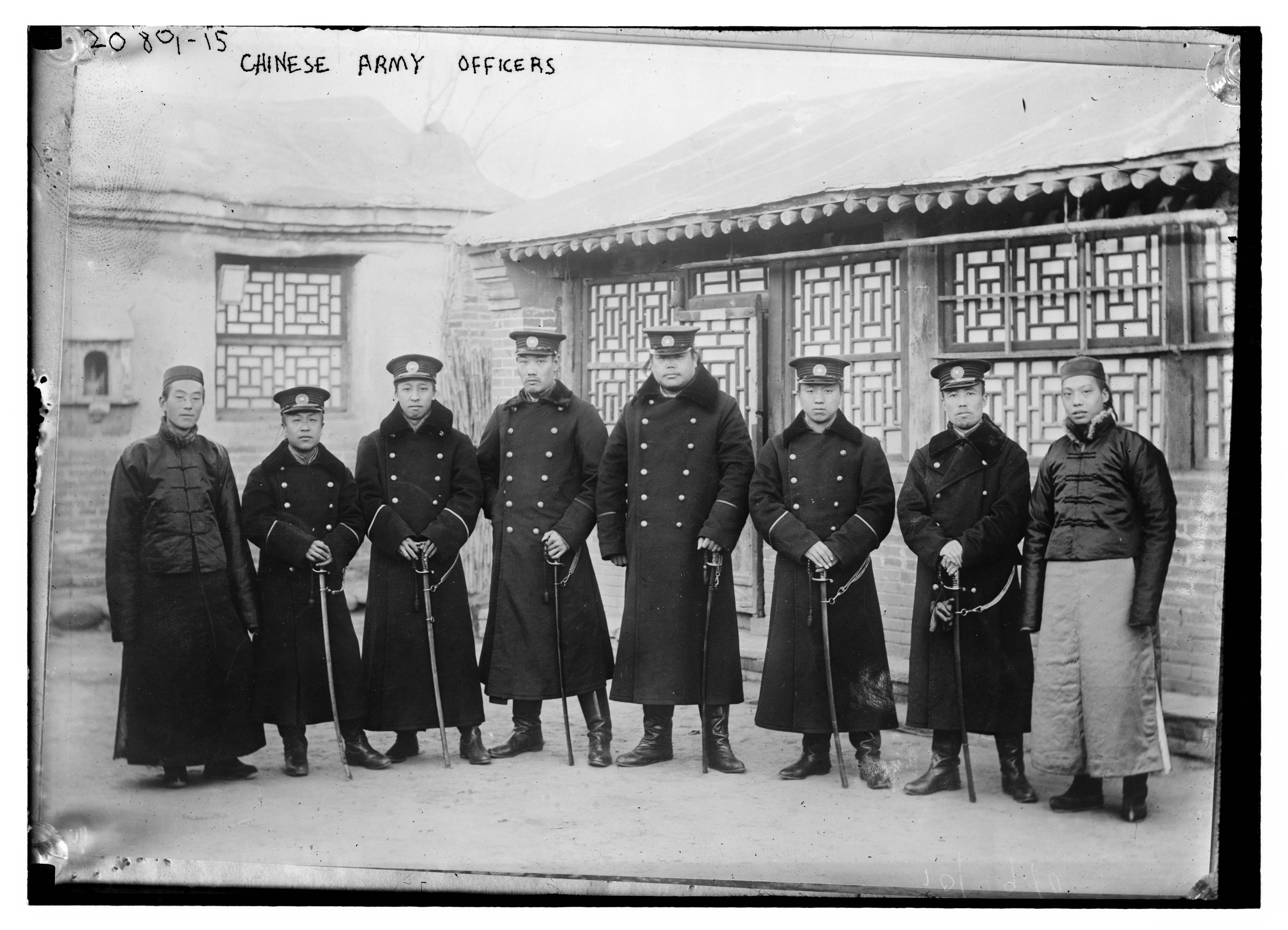
Constables del Nuevo Ejército.
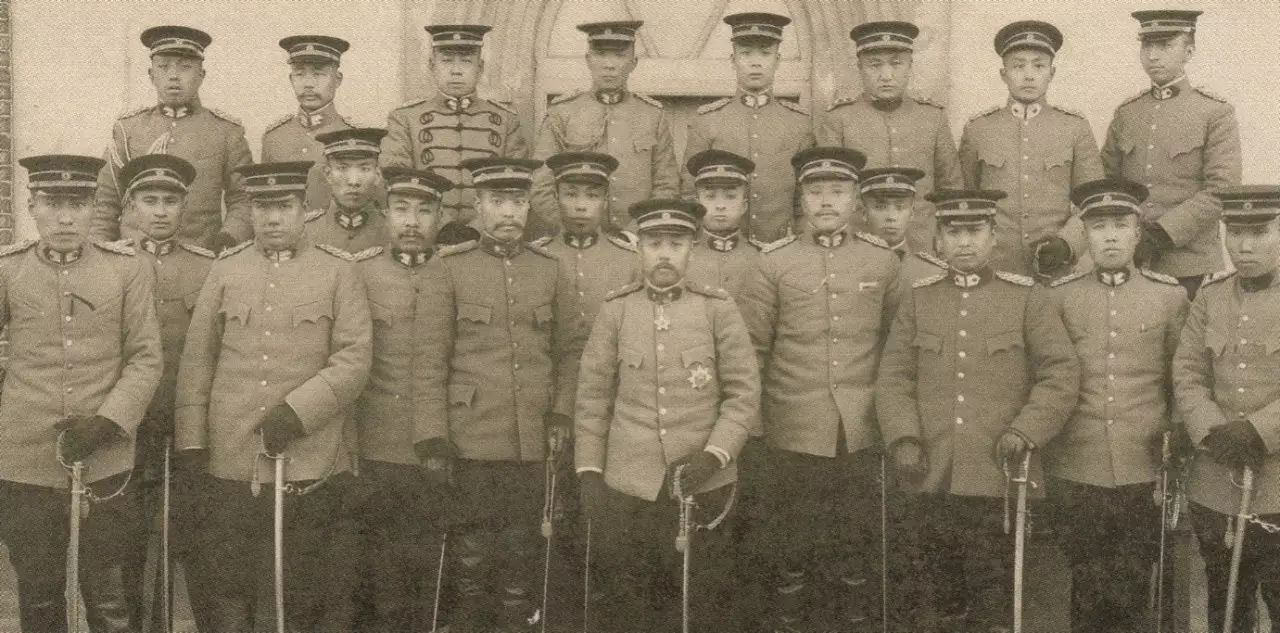
Constables del Nuevo Ejército.
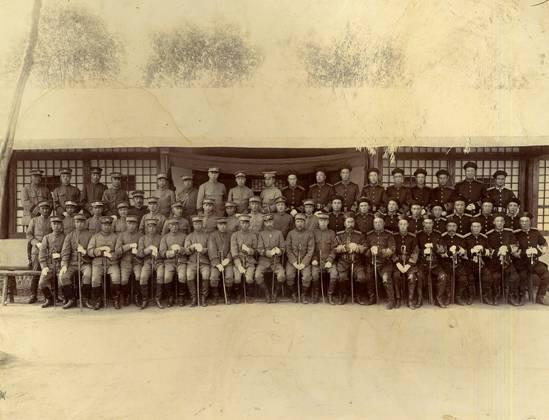
Nuevo Ejército en 1910.
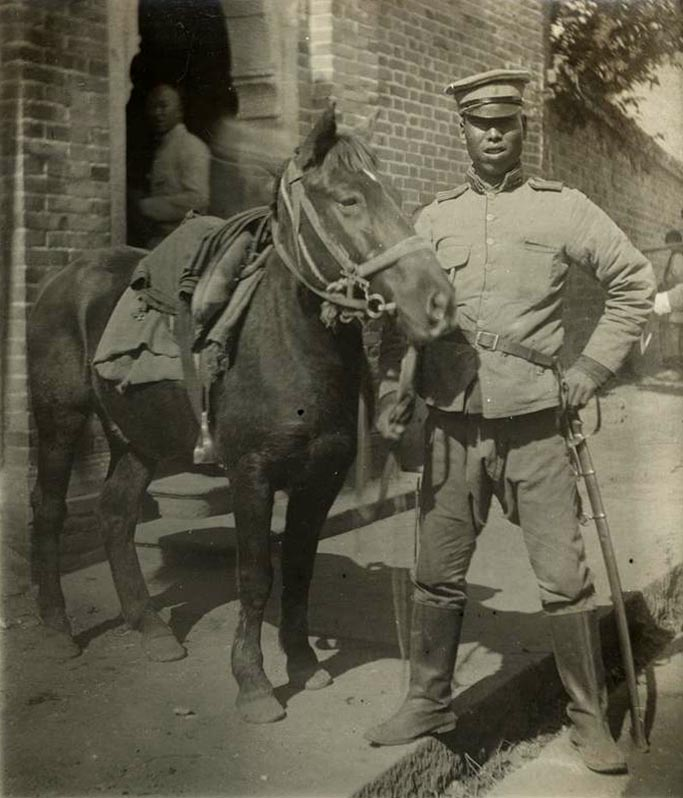
Caballería del Nuevo Ejército Qing.
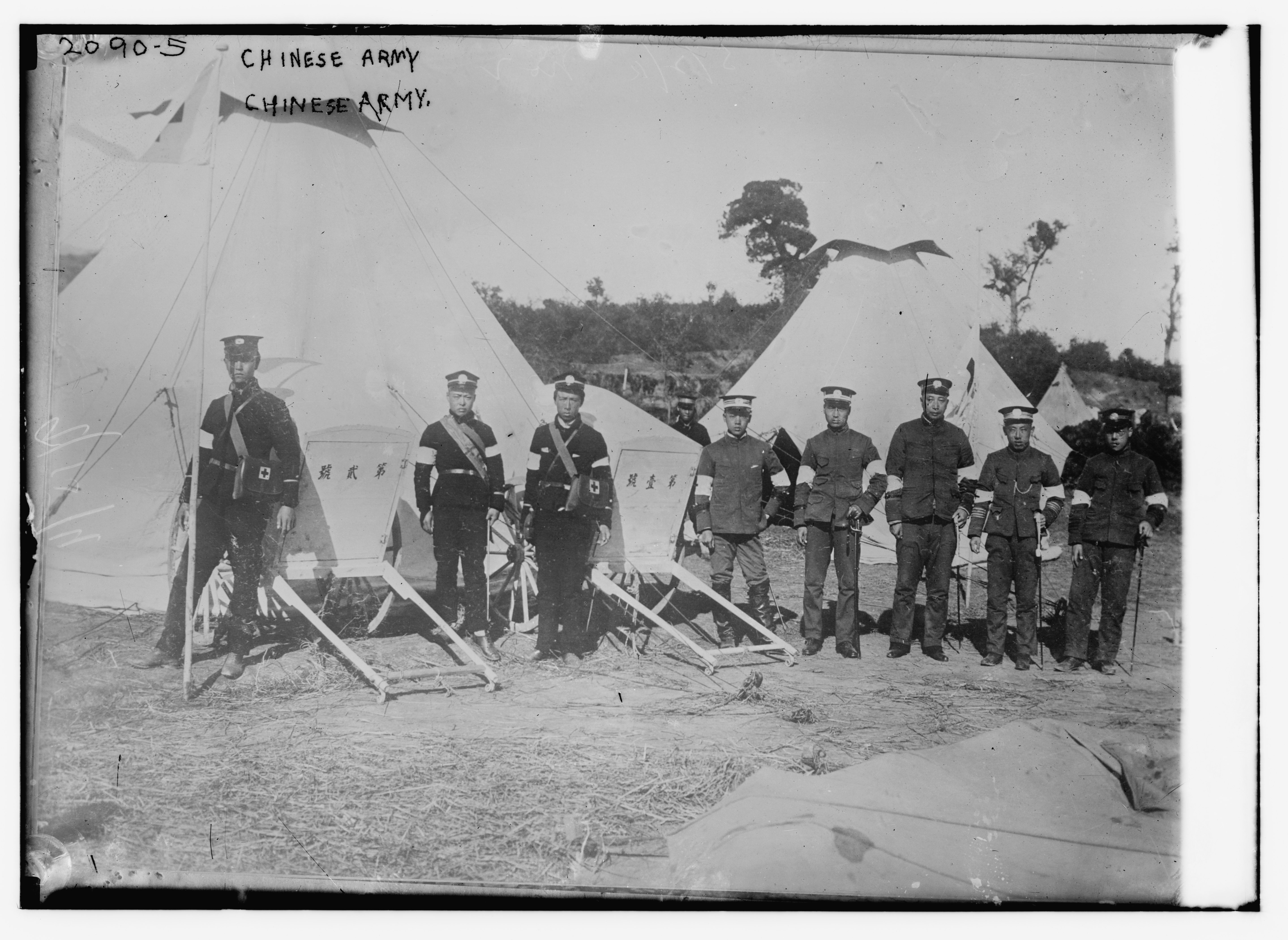
Médicos chinos del Nuevo Ejército Qing.

## Zhang Zhidong en Liangjiang
Tras el desastroso desempeño de los ejércitos Qing en la primera guerra chino-japonesa, Zhang Zhidong, entonces Virrey de Liangjiang, afirmó en un memorial que tenía la intención de formar un ejército de 10 000 hombres entrenados por alemanes, con 8 batallones de infantería de 250 hombres, 2 batallones de artillería de 200, 2 batallones de caballería de 180 y 1 batallón de ingenieros de 100 hombres, con más hombres, incluidos médicos, veterinarios y armeros, pero sin personal de apoyo como intendentes, transporte o unidades de señales. 35 alemanes servirían en el nuevo ejército no como instructores, sino como comandantes reales de las unidades. Cada 6 meses, los oficiales alemanes rotarían a un nuevo grupo de soldados que coincidiera con los números mencionados anteriormente para entrenarlos, de modo que en 2 años Zhang Zhidong tendría 10 000 soldados de élite entrenados por alemanes; se estimó que la fuerza de 10 000 hombres costaría 440 000 taels anuales. El memorial fue aprobado; sin embargo, la fuerza fue transferida a Liu Kunyi, quien no aumentó el ejército más allá de su grupo original ni lo incrementó a los 10 000 hombres propuestos, ya que el trono temía que los funcionarios provinciales comandaran ejércitos poderosos y quería que la fuerza estuviera bajo el más conservador Liu.

## Figuras notables de Beiyang

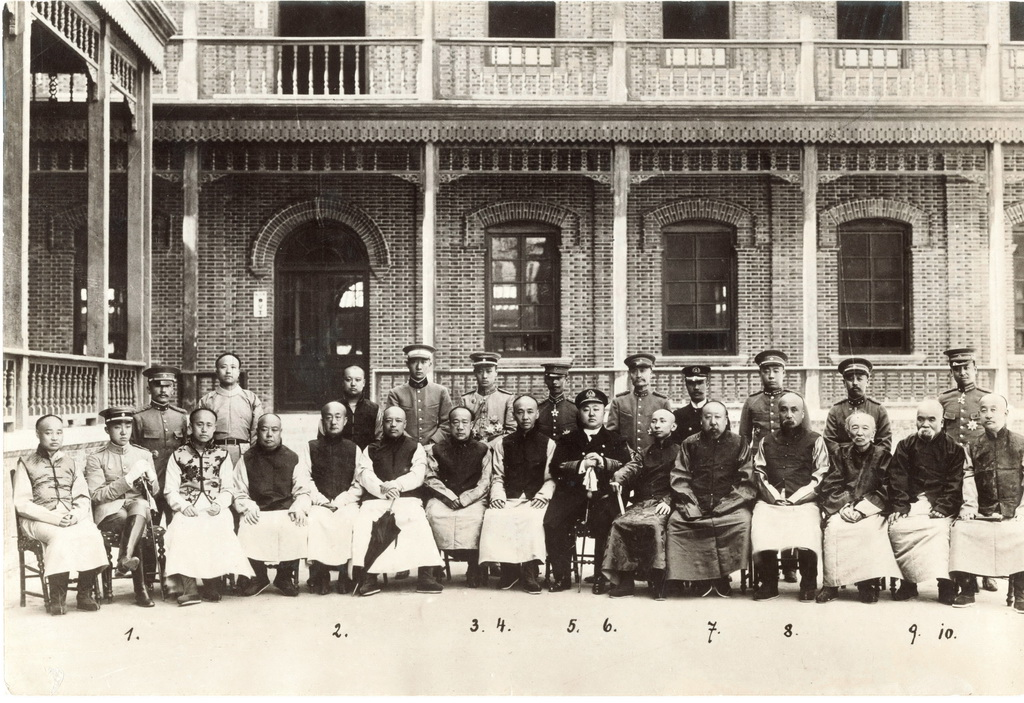
Varias figuras destacadas como Zaitao, Zaixun, Xu Shichang, Sheng Xuanhuai, Zaizhen y Yinchang.

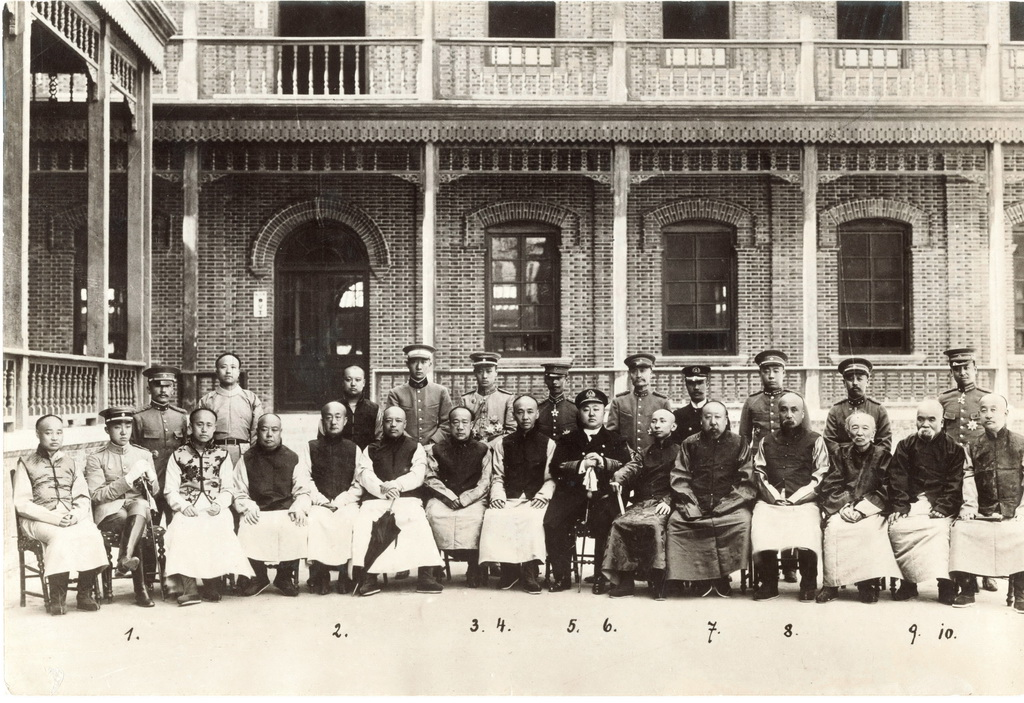
Varias figuras notables como Zaitao, Zaixun, Xu Shichang, Sheng Xuanhuai, Zaizhen y Yinchang

- Yuan Shikai (袁世凱)
- Duan Qirui (段祺瑞)
- Wang Yingkai (王英楷)
- Wu Peifu (吳佩孚)
- Feng Guozhang (馮國璋)
- Sun Chuanfang (孫傳芳)
- Xu Shichang (徐世昌)
- Wang Shizhen (王士珍)
- Cao Kun (曹錕)
- Zhang Xun (張勳)
- Feng Yuxiang (馮玉祥)
- Lu Yongxiang (盧永祥)
- Xu Shuzheng (徐樹錚)
- Zhang Zhizhong (張治中)
- Song Zheyuan (宋哲元)
- Tang Shengzhi (唐生智)
- Qin Dechun (秦德純)
- Qi Xieyuan (齊燮元)

Yuan Shikai (袁世凱)
Duan Qirui (段祺瑞)
Wang Yingkai (王英楷)
Wu Peifu (吳佩孚)
Feng Guozhang (馮國璋)
Sun Chuanfang (孫傳芳)
Xu Shichang (徐世昌)
Wang Shizhen (王士珍)
Cao Kun (曹錕)
Zhang Xun (張勳)
Feng Yuxiang (馮玉祥)
Lu Yongxiang (盧永祥)
Xu Shuzheng (徐樹錚)
Zhang Zhizhong (張治中)
Song Zheyuan (宋哲元)
Tang Shengzhi (唐生智)
Qin Dechun (秦德純)
Qi Xieyuan (齊燮元)